# Enrique VIII de Inglaterra
Enrique VIII (Palacio de Placentia, 28 de junio de 1491-Palacio de Whitehall, 28 de enero de 1547) fue rey de Inglaterra y señor de Irlanda desde el 22 de abril de 1509 hasta su muerte. Fue el segundo monarca de la casa Tudor, heredero de su padre, Enrique VII. Se casó seis veces y ejerció el poder más absoluto entre todos los monarcas ingleses. Entre los hechos más notables de su reinado se incluyen la ruptura con la Iglesia católica y el establecimiento del monarca como jefe supremo de la Iglesia de Inglaterra (Iglesia anglicana), la disolución de los monasterios y la unión de Inglaterra con Gales.
También promulgó legislaciones importantes, como las varias actas de separación con la Iglesia de Roma, de su designación como cabeza suprema de la Iglesia de Inglaterra, las Union Acts de 1535 y 1542, que unificaron a Inglaterra y Gales como una sola nación, la Buggery Act de 1533, primera legislación contra la sodomía en Inglaterra y la Witchcraft Act de 1542, que castigaba la brujería con la pena de muerte.
La protección que dispensó al pintor alemán Hans Holbein se tradujo en una formidable serie de retratos y dibujos en color que efigian a muchos personajes de la corte de aquella época, destacando varios al propio rey.

## Biografía

### Primeros años

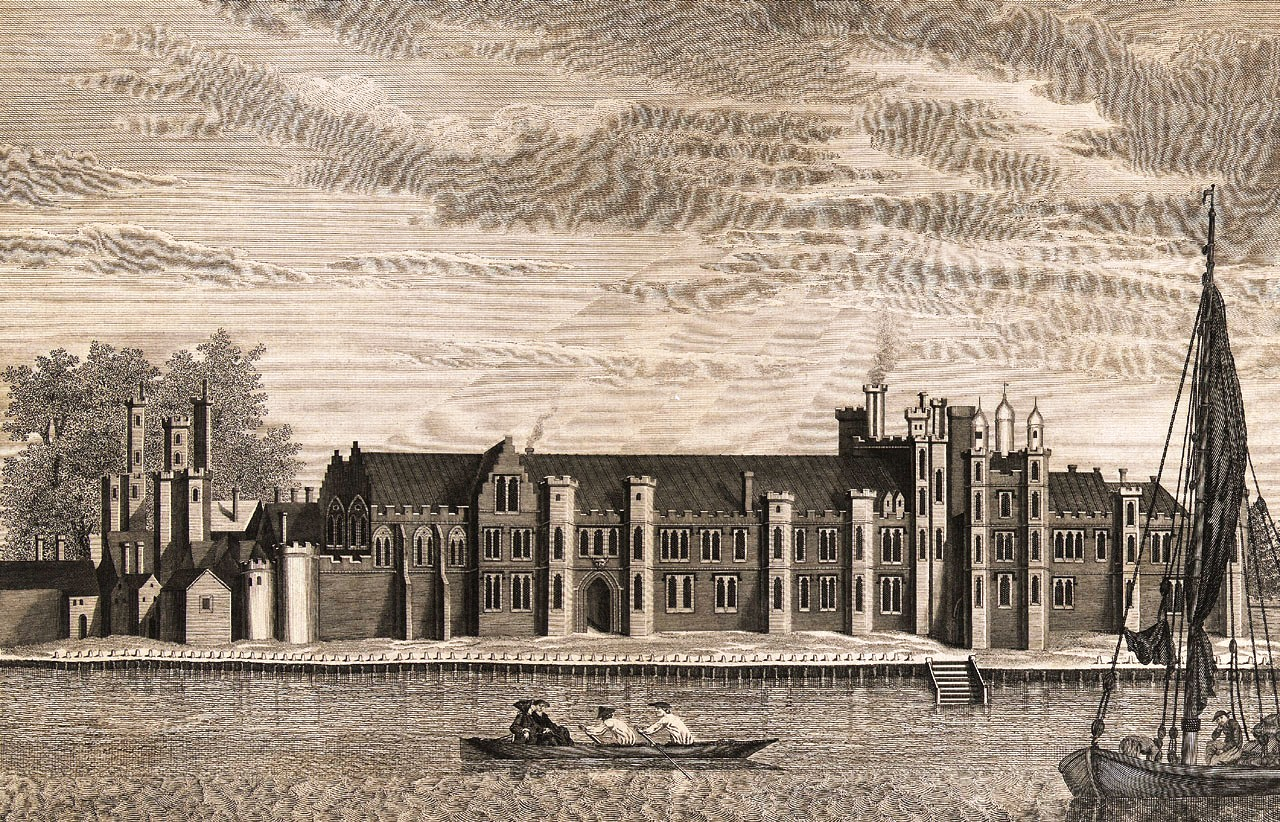
El palacio de Placentia en un dibujo del.

Escudo de Enrique como duque de York.

Escudo de Enrique como príncipe de Gales.

Enrique VIII nació en el palacio de Placentia en Greenwich el 28 de junio de 1491. Fue el tercer hijo de Enrique VII e Isabel de York. Solo tres de sus seis hermanos sobrevivieron a la infancia: Arturo Tudor, príncipe de Gales, Margarita Tudor, reina consorte de Escocia y María Tudor, reina consorte de Francia. Su padre, miembro de la Casa de Lancaster, había adquirido el trono por derecho de conquista, ya que su ejército derrotó en la batalla de Bosworth al último Plantagenet, Ricardo III, y posteriormente completó sus derechos desposando a Isabel de York, hija primogénita de Eduardo IV. En 1493, Enrique fue designado condestable del castillo de Dover y lord Warden de los cinco puertos. En 1494 fue nombrado duque de York y posteriormente conde mariscal de Inglaterra y lord teniente de Irlanda.
Enrique recibió una buena educación, contando con unos buenos tutores, lo que le permitió adquirir fluidez en latín, francés y español. Su madre falleció cuando él tenía once años.
Durante su juventud, fue un ávido apostador y jugador de dados y también practicó justas, caza y royal tennis, antepasado del actual tenis. Fue, además, un músico completo, escritor y poeta. Se involucró en la reconstrucción y mejora de varios edificios importantes como el palacio de Nonsuch, la capilla del King's College, en Cambridge, y la abadía de Westminster en Londres. En muchos casos se trataba de edificios confiscados, por ejemplo al cardenal Thomas Wolsey; entre ellos, la Christ Church en Oxford, el palacio de Hampton Court, el palacio de Whitehall y el Trinity College en Cambridge.

### Matrimonio con Catalina de Aragón

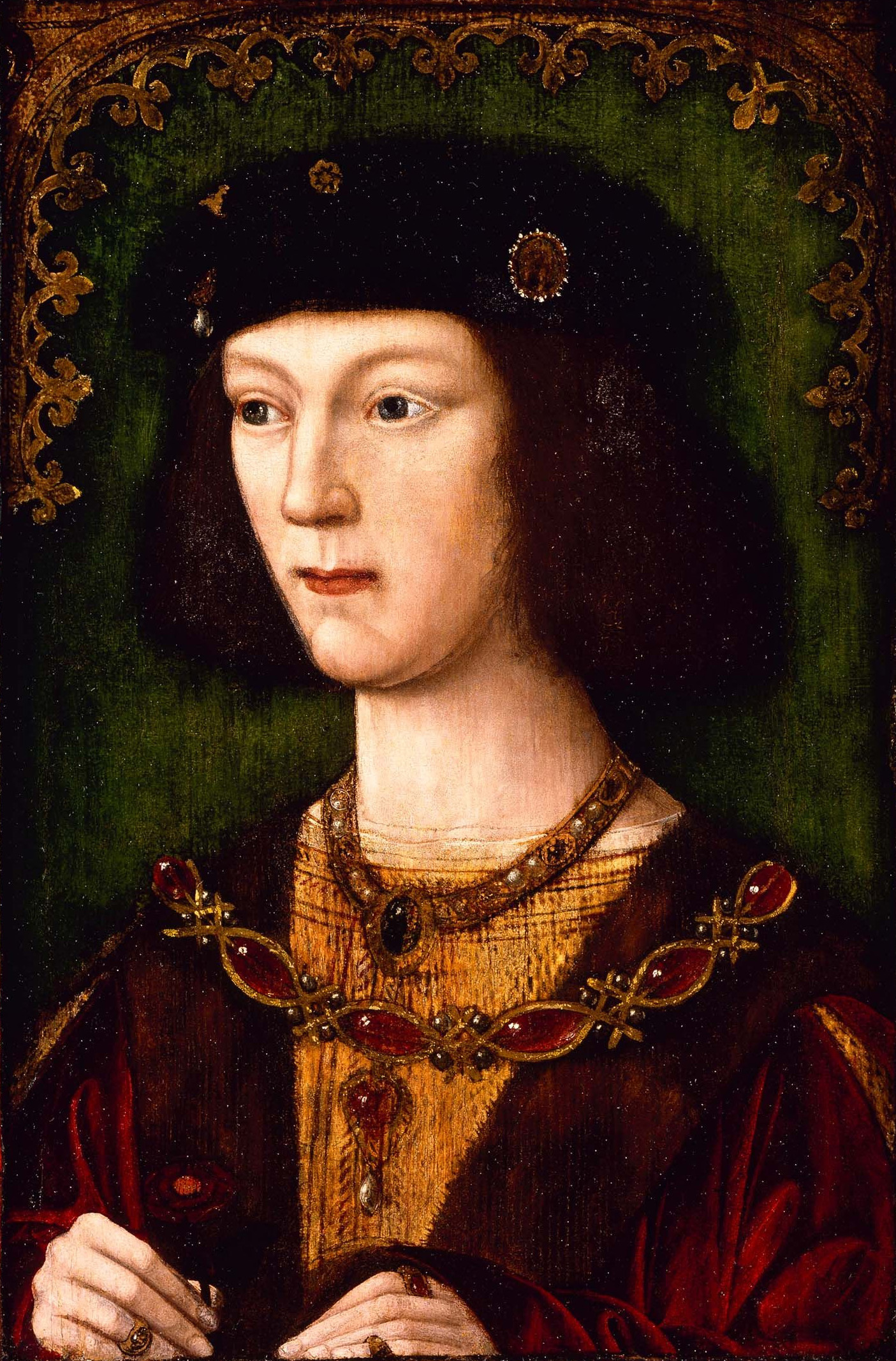
Enrique VIII a los 18 años.

En 1501, Arturo Tudor, heredero de la Corona inglesa, se casó con Catalina de Aragón, hija menor de los Reyes Católicos, en la catedral de San Pablo, en Londres. La pareja, que por entonces tenía quince y dieciséis años, respectivamente, fue enviada por un tiempo a Gales, como se acostumbraba con el heredero del trono y su esposa. Al año siguiente, tras solo veinte semanas de matrimonio, Arturo Tudor murió de una infección, por lo que Enrique se convirtió en príncipe de Gales y heredero al trono. Enrique VII de Inglaterra, aún interesado en sellar una alianza matrimonial entre Inglaterra y España, ofreció a su hijo Enrique en matrimonio a Catalina de Aragón.
Para lograr el matrimonio entre su hijo y Catalina de Aragón, Enrique VII debía primero obtener una dispensa papal. Catalina de Aragón manifestaba que su primer matrimonio no había sido consumado; de ser así, no se requería dispensa alguna, sino una simple disolución de un matrimonio meramente formal. Sin embargo, tanto la corte española como la inglesa insistieron en la necesidad de una dispensa papal para eliminar todas las dudas concernientes a la legitimidad del casamiento. Debido a la impaciencia de Isabel I de Castilla, el papa otorgó apresuradamente la dispensa mediante una bula papal. De esta manera, catorce meses después de la muerte de su primer marido, Catalina se encontró comprometida con el hermano de aquel. En 1505 Enrique VII perdió su interés en mantener la alianza con España y el príncipe de Gales fue obligado a declarar que el compromiso había sido arreglado sin su consentimiento.

### Inicio del reinado

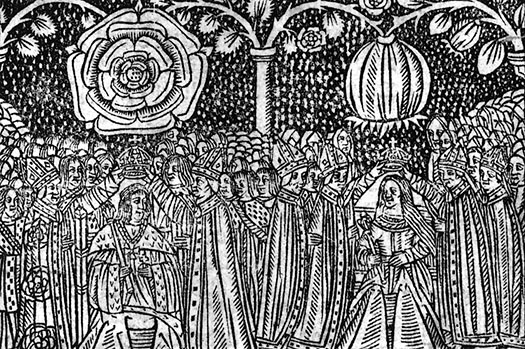
Grabado en madera del de la coronación de Enrique VIII y Catalina de Aragón, ambos mostrando sus emblemas heráldicos, la Rosa Tudor y la Granada.

Enrique Tudor ascendió al trono en 1509 como Enrique VIII, tras la muerte de su padre. Fernando el Católico organizó el casamiento de su hija Catalina de Aragón con el nuevo rey. Enrique VIII desposó a Catalina en Greenwich, el 11 de junio de 1509, dejando de lado los consejos del papa Julio II y de William Warham, arzobispo de Canterbury, en cuanto a la validez de tal unión. Fueron coronados juntos en la abadía de Westminster el 24 de junio de 1509.
El primer embarazo de Catalina terminó en un aborto en 1510. Luego dio a luz a un hijo, Enrique, duque de Cornualles, el 1 de enero de 1511, pero el bebé solo vivió hasta el 22 de febrero de ese mismo año.

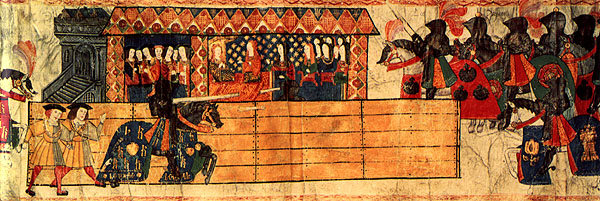
Catalina de Aragón observando a Enrique VIII justar en honor del nacimiento de un hijo. El caballo de Enrique está engalanado con la inicial de Catalina en inglés, "K".

Con su coronación, Enrique VIII debió enfrentarse a las problemáticas consecuencias de los impuestos nobiliarios establecidos por Richard Empson y Edmund Dudley, miembros del gabinete de su padre. Dos días después de su nombramiento los hizo detener en la Torre de Londres, fueron acusados de alta traición y decapitados en 1510. A diferencia de Enrique VII, que favorecía las políticas pacíficas, Enrique VIII manifestó una inclinación bélica durante todo su reinado.
Durante los dos años posteriores a la ascensión de Enrique VIII, Richard Fox, obispo de Winchester, y William Warham controlaron los asuntos de Estado. A partir de 1511, sin embargo, el poder real fue ostentado por el cardenal Thomas Wolsey. En ese mismo año, el papa Julio II proclamó una Liga Santa contra Francia (Guerra de la Liga de Cambrai). La nueva alianza militar se forjó rápidamente, incluyendo a Inglaterra, España, regida por los Reyes Católicos, y el Sacro Imperio Romano Germánico, gobernado por el emperador Maximiliano I. Enrique VIII firmó el Tratado de Westminster, en el que prometía ayuda mutua a España contra Francia. En 1513 invadió este país y derrotó a sus ejércitos en la batalla de las Espuelas. Por su parte, Jacobo IV de Escocia, aliado de Francia, invadió Inglaterra por el norte, pero fue derrotado y muerto en Flodden el 9 de septiembre de 1513, por lo que el conflicto se vio terminado.
En 1514, Fernando el Católico abandonó la alianza, y las otras partes hicieron la paz con Francia. Enrique VIII selló la paz con Francia con el matrimonio de su hermana María Tudor con el rey fránces Luis XII en 1514.La consecuente irritación con España inició la discusión sobre una nulidad matrimonial entre Enrique VIII y Catalina. Sin embargo, con la ascensión en 1515 de Francisco I al trono francés, aumentó nuevamente el antagonismo entre Inglaterra y Francia, y Enrique VIII se reconcilió con los reyes de España.

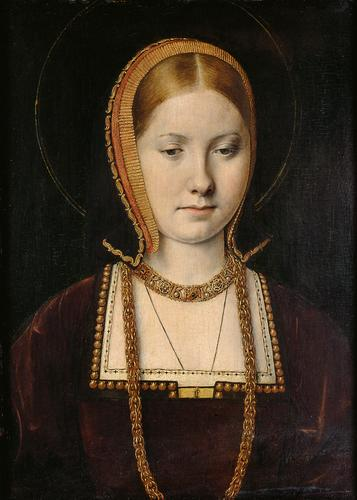
Probable retrato de Catalina de Aragón, primera esposa de Enrique VIII por Michael Sittow, h. 1502

En 1516 Catalina pudo concebir a una niña, María Tudor, lo que renovó las esperanzas de Enrique VIII de lograr un heredero varón a pesar de los previos embarazos fallidos de su esposa. Fue un matrimonio de larga data, pero la paciencia de Enrique VIII por un hijo varón que Catalina no le pudo dar, lo llevó al final de la relación.
Fernando el Católico murió en 1516 y fue sucedido por su nieto Carlos I, sobrino de Catalina. Para octubre de 1518, Thomas Wolsey había diseñado el Tratado de Londres con el papado, con la idea de conseguir un triunfo para la diplomacia inglesa, lo que ubicaba al reino en el centro de una nueva alianza europea con el ostensible objeto de repeler las invasiones moriscas a España, tal como había solicitado el papa.
En 1519 murió Maximiliano I, y Wolsey propuso secretamente a Enrique VIII como candidato para el puesto de emperador del Sacro Imperio Romano Germánico, a pesar de que públicamente parecía apoyar al rey francés, Francisco I. Finalmente, los príncipes electores eligieron a Carlos I de España. La subsecuente rivalidad entre Francia y España permitió a Enrique VIII actuar como mediador. Así empezó a manejar el equilibrio del poder europeo.
Tanto Francisco I como Carlos I intentaron gozar del favor de Enrique VIII, el primero, en forma espectacular y deslumbrante, con el encuentro en el Campo del paño de oro, y el segundo, con toda solemnidad en los encuentros de Kent. Después de 1521, sin embargo, la influencia inglesa sobre Europa comenzó a menguar. Enrique VIII entró en una alianza con Carlos I a través del Tratado de Windsor, y Francisco I de Francia fue derrotado por el ejército imperial de Carlos I en la batalla de Pavía, en febrero de 1525. La confianza del emperador en Enrique VIII disminuyó al mismo ritmo que el poder inglés sobre el continente. Enrique VIII se mostró reacio en ayudarlo a conquistar Francia, a pesar de las garantías de Carlos I. Esto terminó con el Tratado de Westminster de 1527.
El interés de Enrique VIII en los asuntos continentales se extendió hasta el ataque contra la revolución alemana del fraile agustino Martín Lutero. En 1521 le dedicó su Defensa de los siete sacramentos, que le valió el título de Defensor de la Fe. Con base en esto, se lo reconoció con el título de inclitissimus. Este honor lo mantuvo aun después de romper con Roma, y es todavía usado por la monarquía británica.

### La cuestión real

Enrique VIII de Inglaterra.

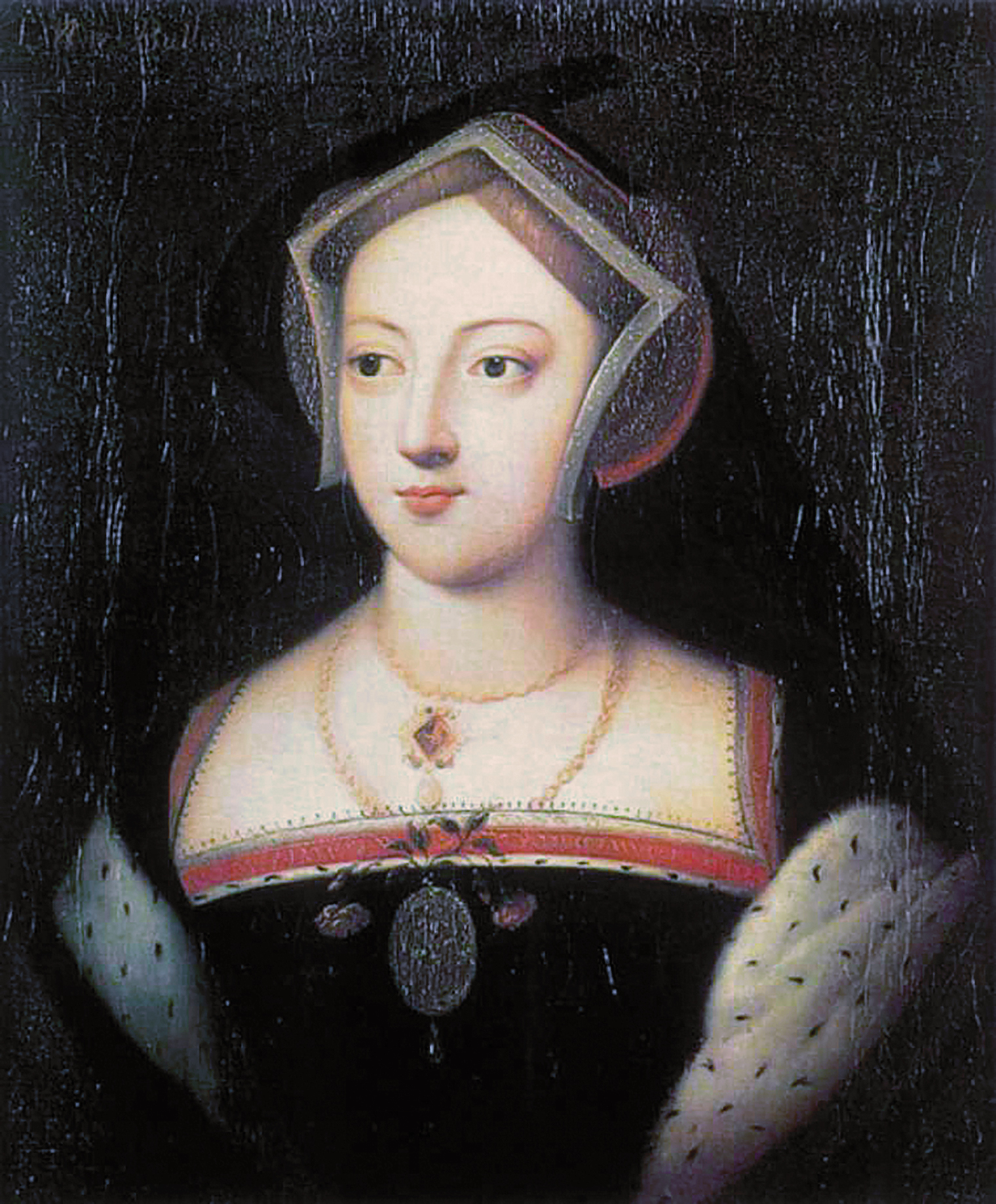
María Bolena, amante de Enrique VIII.

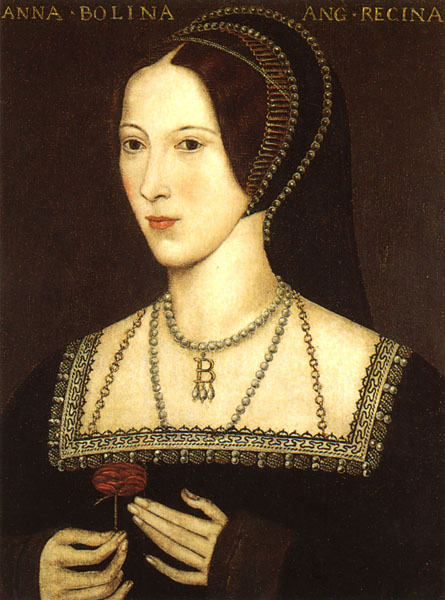
Ana Bolena, segunda esposa de Enrique VIII, ejecutada por traición y adulterio en 1536.

La de Enrique VIII fue la primera coronación pacífica en Inglaterra una vez finalizada la Guerra de las Dos Rosas; sin embargo, todavía tenía que ponerse a prueba la legitimidad de la dinastía Tudor. Esta se dio gracias al fallecimiento de su hermano mayor Arturo Tudor, a los quince años.
El pueblo inglés parecía disconforme con las reglas de sucesión femenina, y Enrique VIII sintió que solo un heredero varón podría asegurar el trono. Aunque Catalina de Aragón quedó embarazada al menos siete veces (por última vez en 1518), solo uno de los hijos, María Tudor, sobrevivió a la infancia. Enrique VIII había frecuentado amantes, entre ellas María Bolena e Isabel Blount, con quien tuvo un hijo ilegítimo, Enrique Fitzroy, primer duque de Richmond y Somerset. En 1526, cuando estuvo claro que Catalina no podría tener más niños, Enrique VIII comenzó a interesarse en la hermana de María Bolena, Ana Bolena.
Aunque la motivación principal para solicitar la declaración de nulidad matrimonial de Catalina era su deseo de tener un heredero varón, Enrique VIII se fue encaprichando con Ana Bolena hasta tal punto que terminó enamorándose de ella. El largo intento del rey para terminar su matrimonio fue denominado «La cuestión real». El cardenal Wolsey y William Warham comenzaron secretamente a investigar la validez del matrimonio con Catalina. La reina había testificado que su primer matrimonio no había sido consumado y que, en consecuencia, no había impedimento para el posterior casamiento con Enrique VIII. La investigación no pudo ir más allá, y se desestimó.
Sin informar a Wolsey, Enrique VIII apeló directamente a la Santa Sede. Envió a su secretario William Knight a Roma para argüir que la bula de Julio II, por la que se permitió el matrimonio entre Enrique VIII y Catalina de Aragón, había sido obtenida mediante engaños y era, en consecuencia, nula. Además, pedía al papa Clemente VII que le otorgase una dispensa para permitirle desposar a cualquier mujer, incluso en el primer grado de afinidad. Esta dispensa era necesaria, ya que Enrique VIII había tenido previamente relaciones sexuales con María Bolena.
Knight se encontró con que Clemente VII era prácticamente prisionero del Carlos I de España, sobrino de Catalina. Tuvo dificultades hasta para entrevistarse con el pontífice y, cuando finalmente lo logró, no consiguió los resultados que buscaba. Aunque no estaba de acuerdo en declarar nulo el matrimonio, Clemente VII otorgó la dispensa, presumiendo que esta no tendría mucho efecto mientras Enrique permaneciera casado con Catalina.
Informado de lo obtenido por el representante del rey, Wolsey envió a Stephen Gardiner y a Edward Fox a Roma. Quizá por temor a Carlos I, el papa inicialmente evitó atender sus reclamaciones. Fox fue enviado de regreso con una comisión autorizando el inicio de un proceso, pero las restricciones impuestas la tornaban prácticamente insignificante.
Gardiner procuró formar una comisión ejecutiva que decidiera con antelación los puntos legales a discutir. Clemente VII fue persuadido para aceptar tal propuesta, y permitió a Wolsey y al cardenal Lorenzo Campeggio llevar el caso juntos. La comisión actuó en secreto; sus conclusiones no debían ser mostradas a nadie, y debían permanecer siempre en poder de Campeggio.
La comisión estableció que la bula papal que había autorizado el casamiento de Enrique VIII con Catalina sería declarada nula si los alegatos en que se basó se demostraban falsos. Por ejemplo, la bula sería nula si resultaba falso que el matrimonio había sido absolutamente necesario para mantener la alianza anglo-hispana.
El cardenal Campeggio llegó a Inglaterra en 1528. Los procedimientos, sin embargo, se paralizaron cuando los españoles emitieron un segundo documento que presumía el otorgamiento de la necesaria dispensa. Se aseguraba que, unos pocos meses antes de otorgarle la dispensa en una bula pública, el papa Julio II había otorgado lo mismo en una nota privada enviada a España.

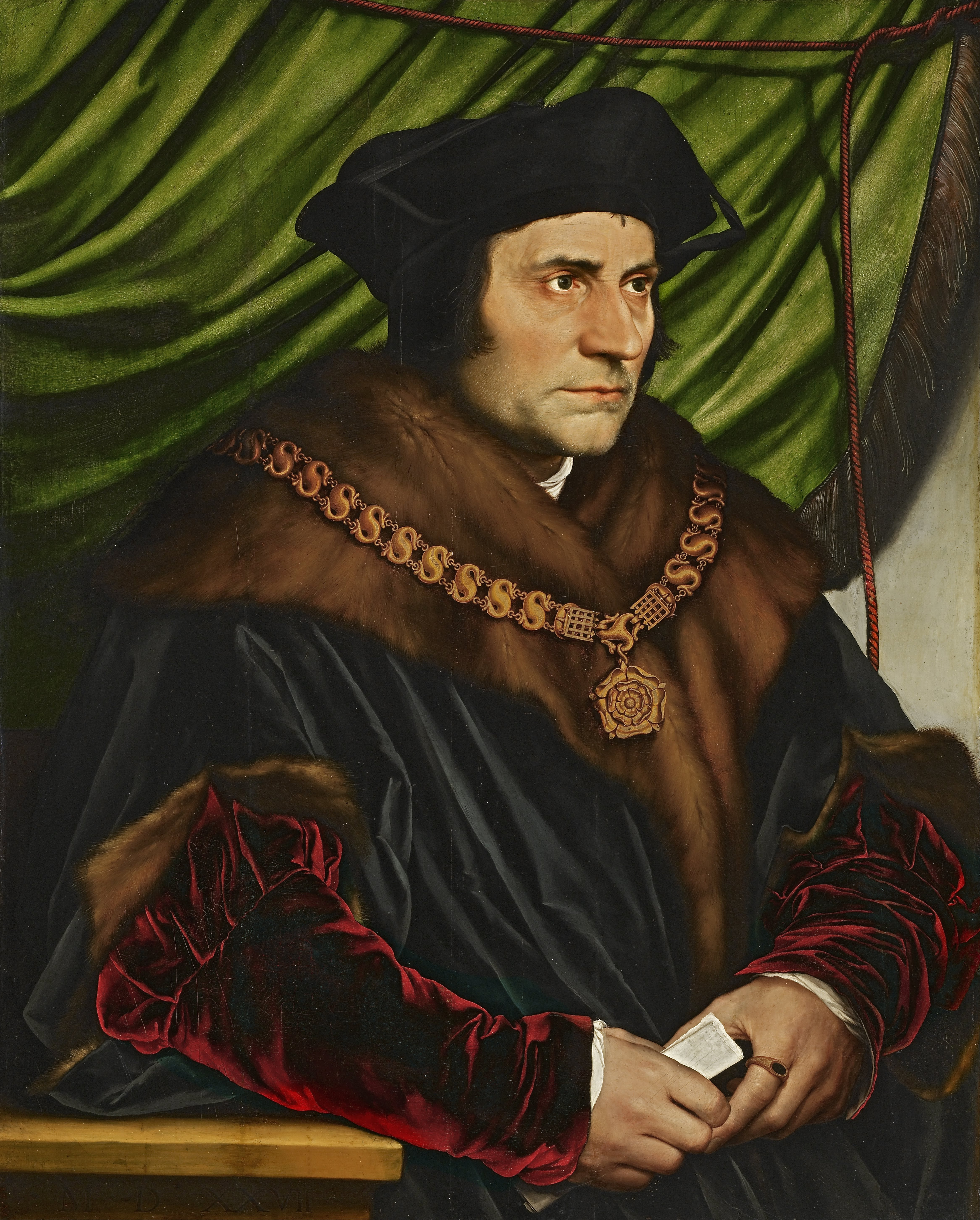
Retrato de Tomás Moro por Hans Holbein el Joven, h. 1527.

La comisión, sin embargo, solo hizo mención de la bula; no autorizó a los cardenales Wolsey y Campeggio a determinar la validez de la nota y durante ocho meses las partes litigaron sobre su autenticidad. Durante la primavera de 1529, el equipo legal de Enrique VIII completó el «libelo», sumario de los argumentos reales, incluyendo Levítico 20, 21, que fue presentado ante los delegados papales, y donde se observa, por ejemplo, lo siguiente:

18 de junio de 1529: La reina fue convocada al gran vestíbulo del convento de los monjes negros (benedictinos) en Londres. El rey, sobre una plataforma elevada, se sentó en el extremo. A alguna distancia, Catalina tomó su lugar. Los cardenales, sentados a menor nivel que el rey, flanqueaban la presencia real, y cerca tomaron asiento el arzobispo de Canterbury y los restantes obispos. El doctor Richard Sampson, luego obispo de Chichester, y el doctor John Bell, luego obispo de Worcester, lideraban a quienes litigaban por el rey. Representando a la reina estaban John Fisher, obispo de Rochester, y el doctor Standish, un monje gris y obispo de St. Asaph. Siguiendo una serie de deliberaciones, la causa fue elevada en apelación a Roma, principalmente después de que el sobrino de Catalina, Carlos V, presionara al papa para llamar al cardenal Campeggio de regreso, y Catalina fue puesta al cuidado de sir Edmund Bedingfield en el castillo de Kimbolton.

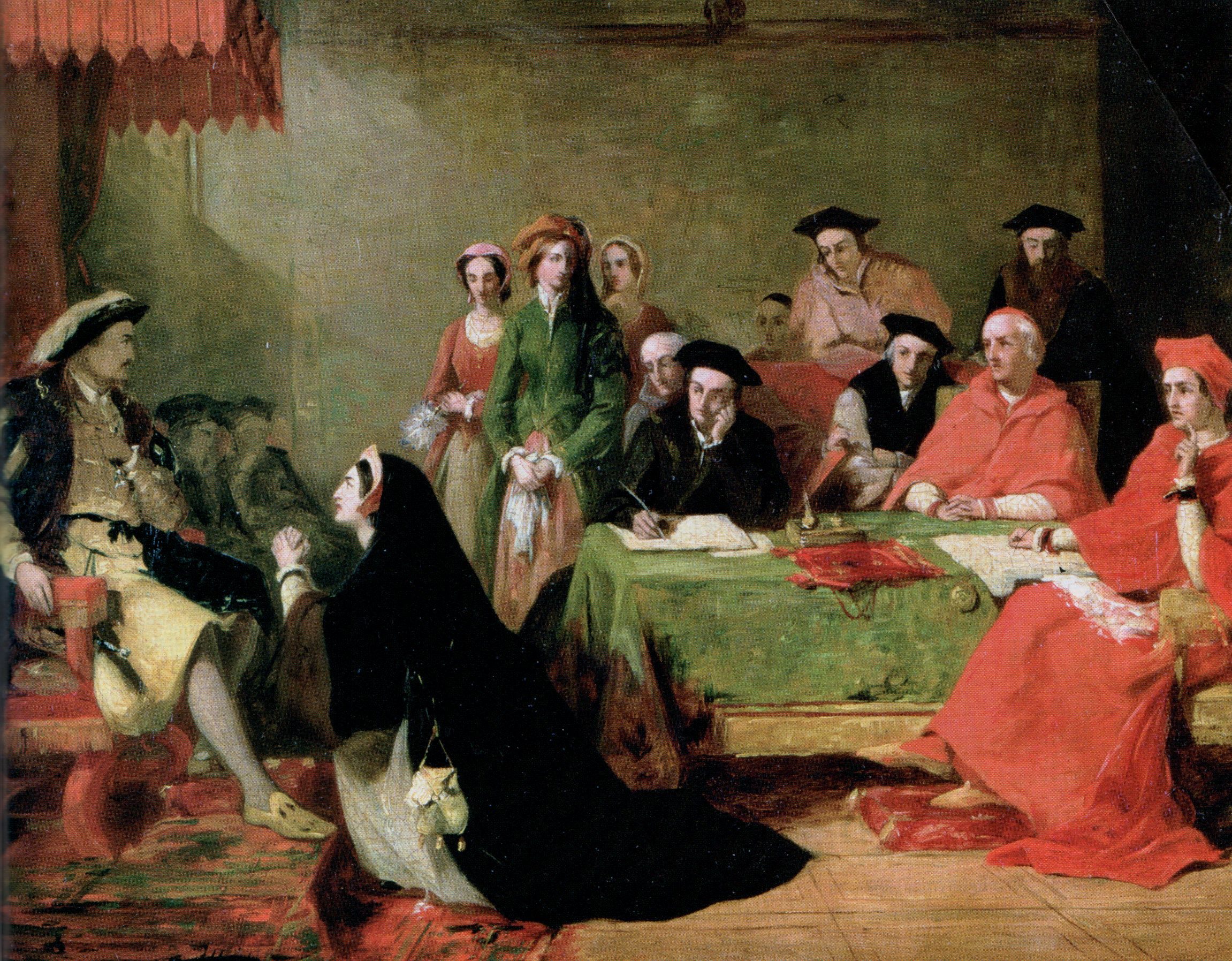
Catalina de Aragón suplicando en el juicio contra ella por parte de Enrique VIII. Cuadro por Henry Nelson O'Neil.

Enojado por la demora, Enrique VIII despojó a Wolsey de su poder y riqueza además de ser expulsado de la corte real. Lo acusó de «præmunire», pero Wolsey murió al poco tiempo. Con Wolsey cayeron otros poderosos miembros de la Iglesia en Inglaterra; en las oficinas del lord canciller y del guardián de sellos fueron nombrados laicos en cargos antes reservados únicamente a clérigos.

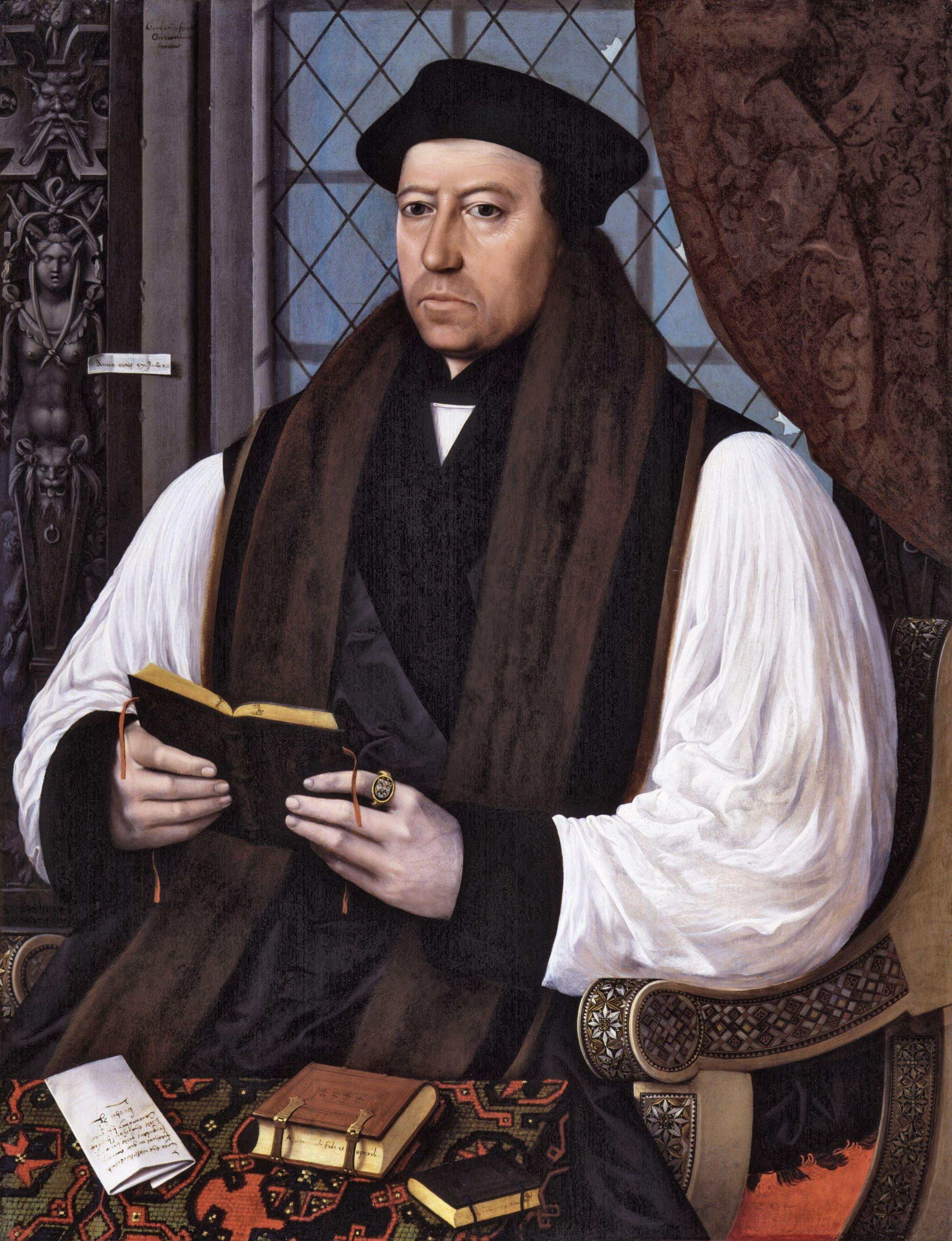
Thomas Cranmer, arzobispo de Canterbury.

El poder pasó en primer término a Tomás Moro, quien asumió como nuevo lord canciller de Inglaterra el 26 de octubre de 1529. John Stokesley, quien había sido miembro del Consejo real, capellán y asistente de Enrique VIII, sirviéndolo en el Campo del Paño de Oro en 1520, fue enviado en 1529 a Francia —como embajador ante Francisco I— y a Italia buscando obtener nuevas opiniones favorables a la nulidad matrimonial del rey y de Catalina de Aragón. Se lo designó obispo de Londres el 28 de marzo de 1530, en concomitancia con la creciente caída en desgracia de Tomás Moro, quien terminaría por renunciar a su cargo el 16 de mayo de 1532, un día después de que el clero inglés se sometiera definitivamente a la supremacía del rey sobre la Iglesia. Ya en 1531 la influencia de Moro había mermado y distintos personajes que respaldaban las intenciones del rey mejoraron rápidamente sus posiciones. Así, el incremento de la influencia política de Thomas Cromwell se puso de manifiesto a través de la serie de cargos que asumió entre 1532 y 1533, que terminaron por incluir el de Ministro de Hacienda y Secretario de Estado. Por su parte, Thomas Cranmer fue consagrado como arzobispo de Canterbury el 30 de marzo de 1533.
El 25 de enero de 1533, Cranmer participó de la boda entre Enrique VIII y Ana Bolena. En mayo anunció la anulación del matrimonio con Catalina y poco después declaró válido el matrimonio con Ana. Catalina perdió el título de reina y se convirtió en la princesa viuda de Gales. Su hija María Tudor, ahora considerada hija ilegítima, perdió el título de princesa de Gales y pasó a ser, simplemente, lady. La hija de Ana, Isabel Tudor, se convirtió en heredera presuntiva. Catalina de Aragón murió de cáncer en 1536. Tomás Moro aceptó que el Parlamento de Inglaterra hiciera reina a Ana, pues del Parlamento emanaban las leyes y no se pronunció sobre que Enrique VIII fuese cabeza de la Iglesia de Inglaterra, llegando a dimitir como lord canciller para no tener que pronunciarse. Sabía que la vida le iba en ello. Durante un tiempo Enrique VIII lo dejó tranquilo, pero su silencio era tan atronador para toda Inglaterra que al final le quiso hacer hablar. Muchas veces fue interrogado. Fue encerrado en la Torre de Londres y llevado a un juicio que incluyó falsos testimonios. La función de acusación fue ejercida por Thomas Cromwell. Hallado culpable de alta traición, debido al falso testimonio, fue condenado a muerte. Una vez dictada la sentencia y al solicitársele por los jueces unas últimas palabras, por fin habló, diciendo que el juicio había sido una patraña y negando que Enrique VIII pudiera ser cabeza de la Iglesia. Fue ejecutado en 1535. La Iglesia católica lo consideró un mártir de la fe y lo canonizó cuatro siglos después de su muerte.

### Agitación religiosa
El papa respondió a estos acontecimientos excomulgando a Enrique VIII en julio de 1533. Siguió una considerable agitación religiosa. Urgido por Thomas Cromwell, el Parlamento aprobó varias leyes que sellaron la brecha con Roma en la primavera de 1534. La Ley de restricción de apelaciones prohibió las apelaciones de las cortes eclesiásticas al papa. También previno que la Iglesia decretara cualquier tipo de regulación sin previo consentimiento del rey. La Ley de designaciones eclesiásticas de 1534 decretó que los clérigos elegidos para obispos debían ser nominados por el soberano. La Ley de Supremacía, del mismo año, declaró que «el rey es la única cabeza suprema en la tierra de la Iglesia de Inglaterra». La Ley de traiciones, también de 1534, convirtió en alta traición castigada con la muerte desconocer la autoridad del rey, entre otros casos. Al papa se le negaron todas las fuentes de ingresos monetarios, como el Óbolo de San Pedro.

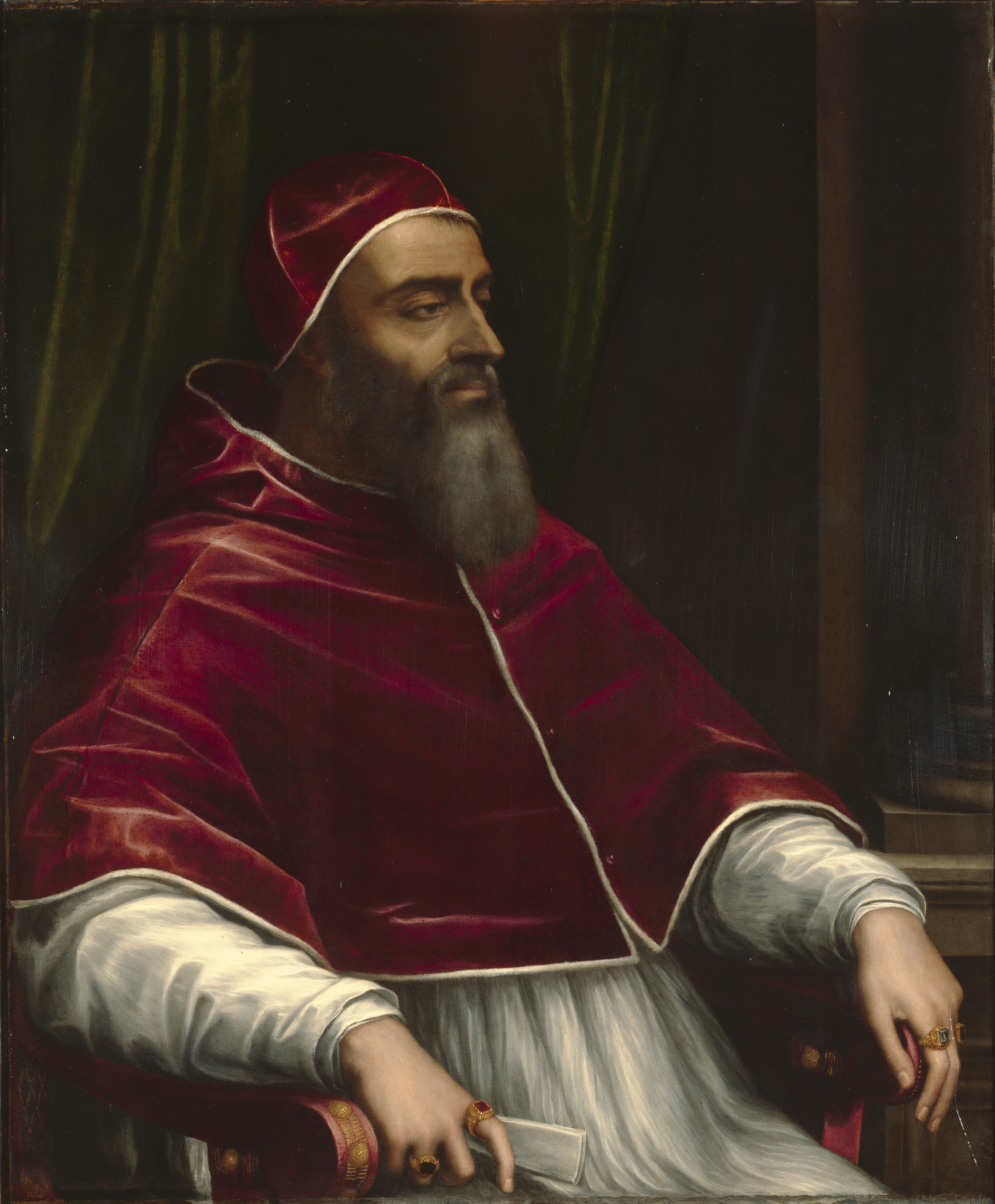
Retrato del papa Clemente VII por Sebastiano del Piombo, h. 1531.

Rechazando las decisiones del papa, el Parlamento validó el matrimonio entre Enrique VIII y Ana Bolena con la Ley de Sucesión de 1534. La hija de Catalina, María, fue declarada ilegítima y los descendientes de Ana pasaron a estar en la línea de sucesión real. Todos los adultos fueron obligados a reconocer las previsiones de esta acta; quienes la rechazaban eran condenados a prisión de por vida. La publicación de cualquier escrito alegando que el matrimonio de Enrique VIII con Ana era inválido sería considerado alta traición.
La oposición a las políticas religiosas de Enrique VIII fue rápidamente suprimida. Varios monjes disidentes fueron torturados y ejecutados. Cromwell, por quien fue creado el puesto de viceregente espiritual, fue autorizado a visitar monasterios, supuestamente para asegurarse de que seguían las instrucciones reales, pero en la práctica para hacerse con sus riquezas. En 1536, una ley del Parlamento permitió a Enrique VIII confiscar las posesiones de los monasterios deficitarios (aquellos con ingresos anuales de 200 libras o menos).

[...] el caso de Enrique VIII de Inglaterra, famoso por sus seis esposas. Con la excusa de la no autorización de su divorcio por parte del papa, aprovecha, rompe con él y realiza la reforma anglicana. Consigue así lo que todo rey buscaba por entonces, los recursos para ser un monarca absoluto: el diezmo que iba a Roma ahora va a parar a las arcas del rey (para financiar los costos de la centralización); las tierras de la Iglesia, a su disposición, serán prenda de alianza con la nobleza (a cambio de poder); sumado a lo anterior, los cargos eclesiásticos superiores serán repartidos entre sus familias aliadas (afianzando los vínculos y minimizando, por ende, el riesgo de conspiraciones nobiliarias) y, finalmente, la soberanía total.
Carlos Omar Ávalos López

### Caída de los Bolena

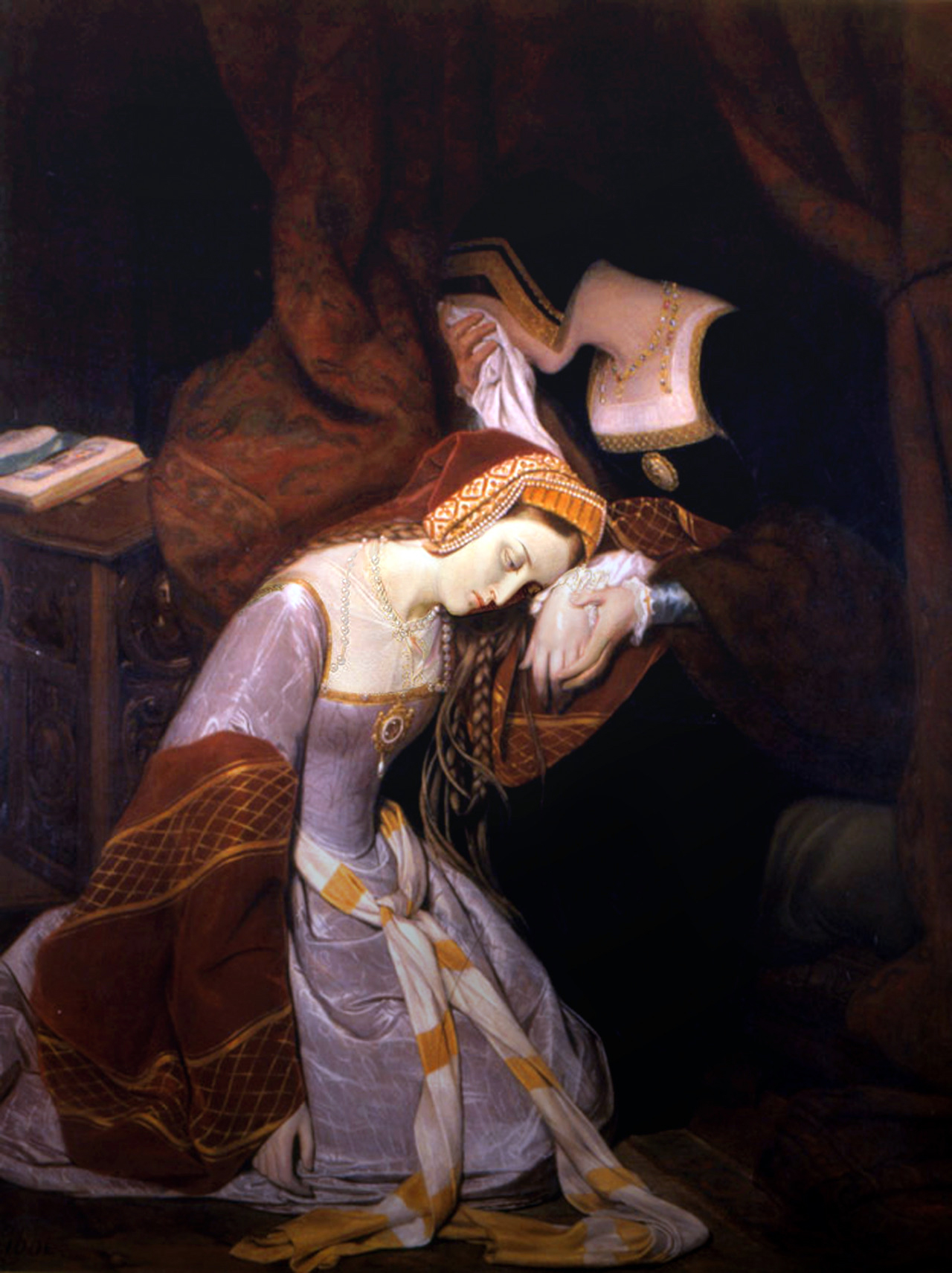
Ana Bolena en la Torre de Londres.

En 1536, Ana Bolena comenzó a perder el favor de Enrique VIII. Después del nacimiento de su hija Isabel Tudor, Ana tuvo dos embarazos que terminaron en aborto o muerte del niño. Mientras tanto, Enrique VIII empezaba a prestar atención a otra doncella de su corte, Juana Seymour. Quizá animado por Thomas Cromwell, Enrique VIII hizo arrestar a Ana bajo cargos de usar brujería para convertirlo en su esposo, de tener relaciones adúlteras con cinco hombres, de incesto con su hermano Jorge Bolena, vizconde de Rochford, de injuriar al rey y conspirar para asesinarlo, con el agravante de traición. Los cargos eran enteramente fabricados. La corte que trató el caso fue presidida por el propio tío de Ana, Thomas Howard, III duque de Norfolk. En mayo de 1536, se condenó a Ana Bolena y a su hermano a muerte por la hoguera o por decapitación, lo que el rey eligiera. Los otros cuatro hombres sobre los que se alegó tener relaciones sexuales con Ana fueron condenados a ser colgados, ahogados y descuartizados.
Lord Rochford fue decapitado al término del juicio de forma inmediata; a los otros cuatro implicados les fueron conmutadas sus diversas sentencias de muerte por la de decapitación. Ana Bolena también fue decapitada al poco tiempo.
El padre de ambos, Tomás Bolena, conde de Wiltshire y Ormonde fue expulsado de la corte perdiendo su cargo de Lord del Sello Privado y muriendo en deshonra en 1539.

### Matrimonio con Juana Seymour

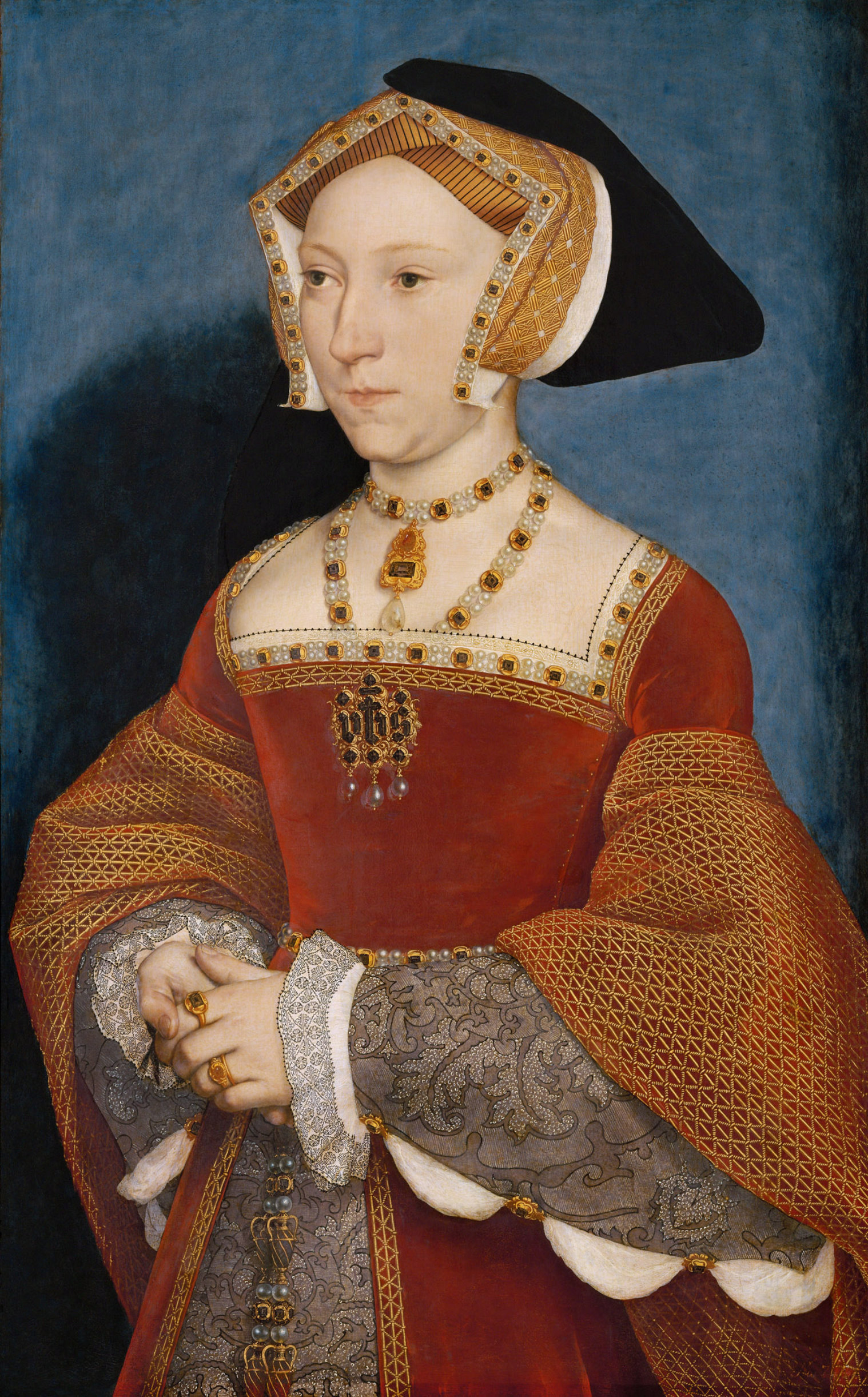
Juana Seymour, tercera esposa de Enrique VIII. Murió a las pocas semanas de dar a luz a Eduardo VI. Retrato de Hans Holbein el Joven.

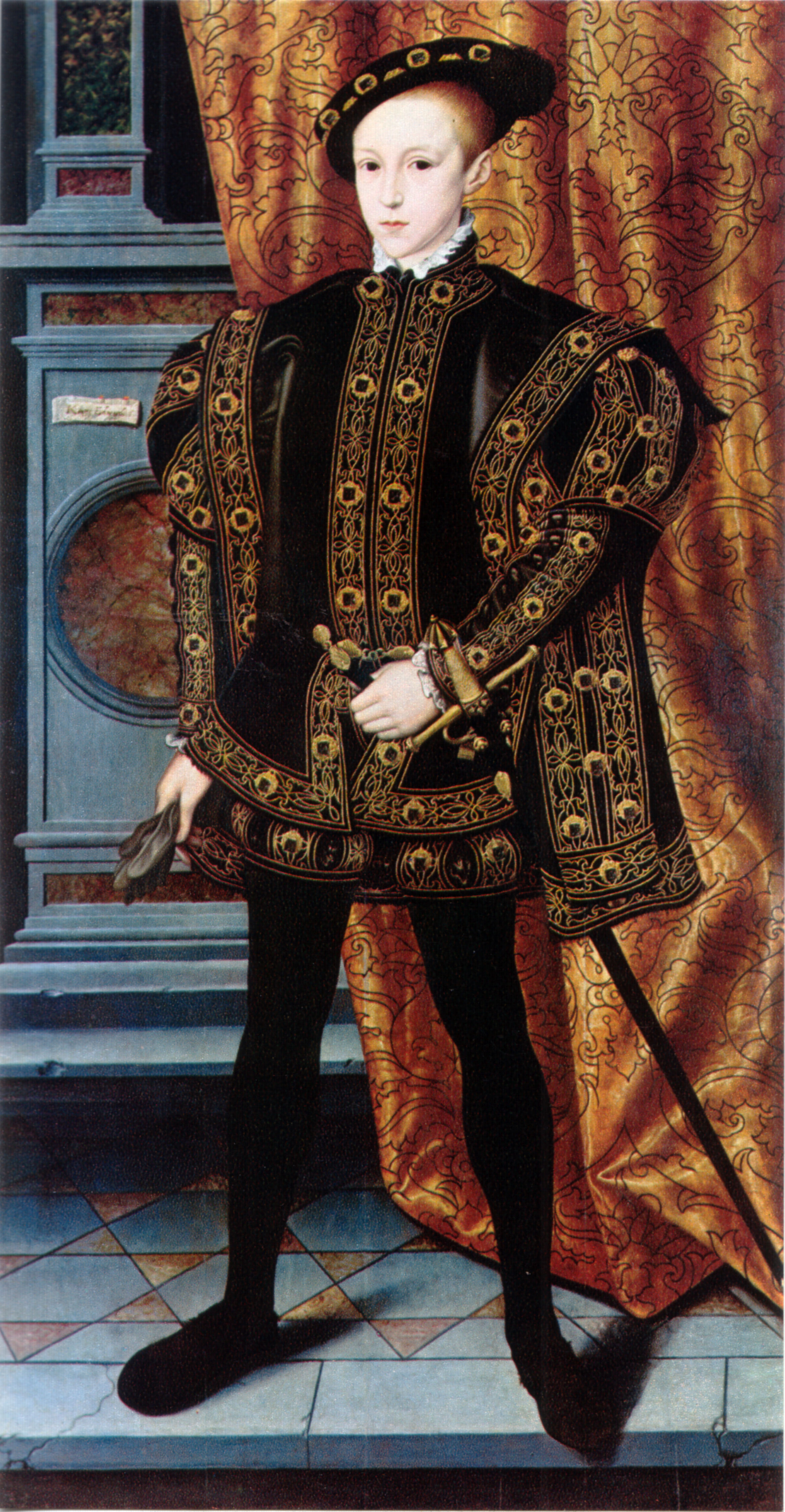
Eduardo VI, primer hijo varón legítimo de Enrique VIII, h. 1550. Retrato atribuido a William Scrots.

En 1536, pocos días después de la ejecución de Ana Bolena, Enrique VIII se desposó con Juana Seymour. El Acta de Sucesión de 1536 declaró a los hijos de Juana dentro de la línea sucesoria, excluyendo a las otras hijas de Enrique VIII, María e Isabel. El rey fue habilitado para determinar por sí en lo sucesivo la línea sucesoria. Juana dio a luz a un único hijo varón legítimo que tuvo en vida Enrique VIII, el príncipe Eduardo Tudor en 1537. Eduardo VI posteriormente murió en el Palacio de Greenwich el 6 de julio de 1553, a los quince años de edad, y fue sepultado en la Abadía de Westminster. El 10 de julio de ese año subió al trono Juana Grey.
Luego de la muerte de Juana Seymour, la corte entera guardó luto con Enrique VIII por algún tiempo. El rey la consideró siempre su «verdadera» esposa, por ser la única que le dio el heredero varón, que tan desesperadamente anhelaba para asegurar a la Dinastía Tudor.

### Enfermedad genética de Enrique VIII
De acuerdo con una investigación realizada en marzo de 2011, el patrón de embarazos de sus esposas y su deterioro mental sugieren que Enrique VIII tenía el antígeno sanguíneo Kell positivo, que ocasiona abortos en mujeres con antígeno Kell negativo y mortalidad neonatal y el síndrome de McLeod. Enrique VIII nunca reconoció mal alguno en sí mismo por las pérdidas recurrentes de los embarazos de sus respectivas 6 esposas.

### Leyes trascendentales
Para la época de su casamiento con Juana Seymour, Enrique VIII concedió su aprobación a la Constitución de Gales (1535–1542), que lo anexó legalmente con Inglaterra, haciendo de ambos un solo país. La ley decretó el uso exclusivo del inglés para los procedimientos oficiales en Gales, contrariando a los numerosos hablantes del idioma galés.

Una de las banderas usadas por los rebeldes durante la peregrinación de Gracia, con la corona de espinas, las llagas de Cristo, un cáliz y una hostia y el lema IHS.

Enrique VIII continuó la persecución de sus oponentes religiosos. En 1536 se desató en el norte de Inglaterra una revuelta conocida como la «peregrinación de Gracia» (en inglés: Pilgrimage of Grace). Para aplastar a los católicos rebeldes, Enrique 
VIII concedió poderes al Parlamento, y decretó un perdón general a todos los involucrados. No cumplió ninguna de sus promesas, y una segunda revuelta se inició en 1537. Los líderes de la rebelión fueron acusados de traición y ejecutados. En 1538 Enrique VIII ordenó la destrucción de los santuarios de todos los santos de la Iglesia católica, y para 1538, todos los monasterios existentes habían sido disueltos y sus propiedades transferidas a la corona. Como recompensa por su eficiencia, Thomas Cromwell fue nombrado Conde de Essex. Abades y priores perdieron sus escaños en la cámara de los lores, y solo los arzobispos y obispos formaron la representación eclesiástica del cuerpo. Los «lores espirituales», como se conocía a los miembros del clero con lugares en la Cámara de los Lores, fueron por primera vez superados en número por los lores temporales.

### Últimos años

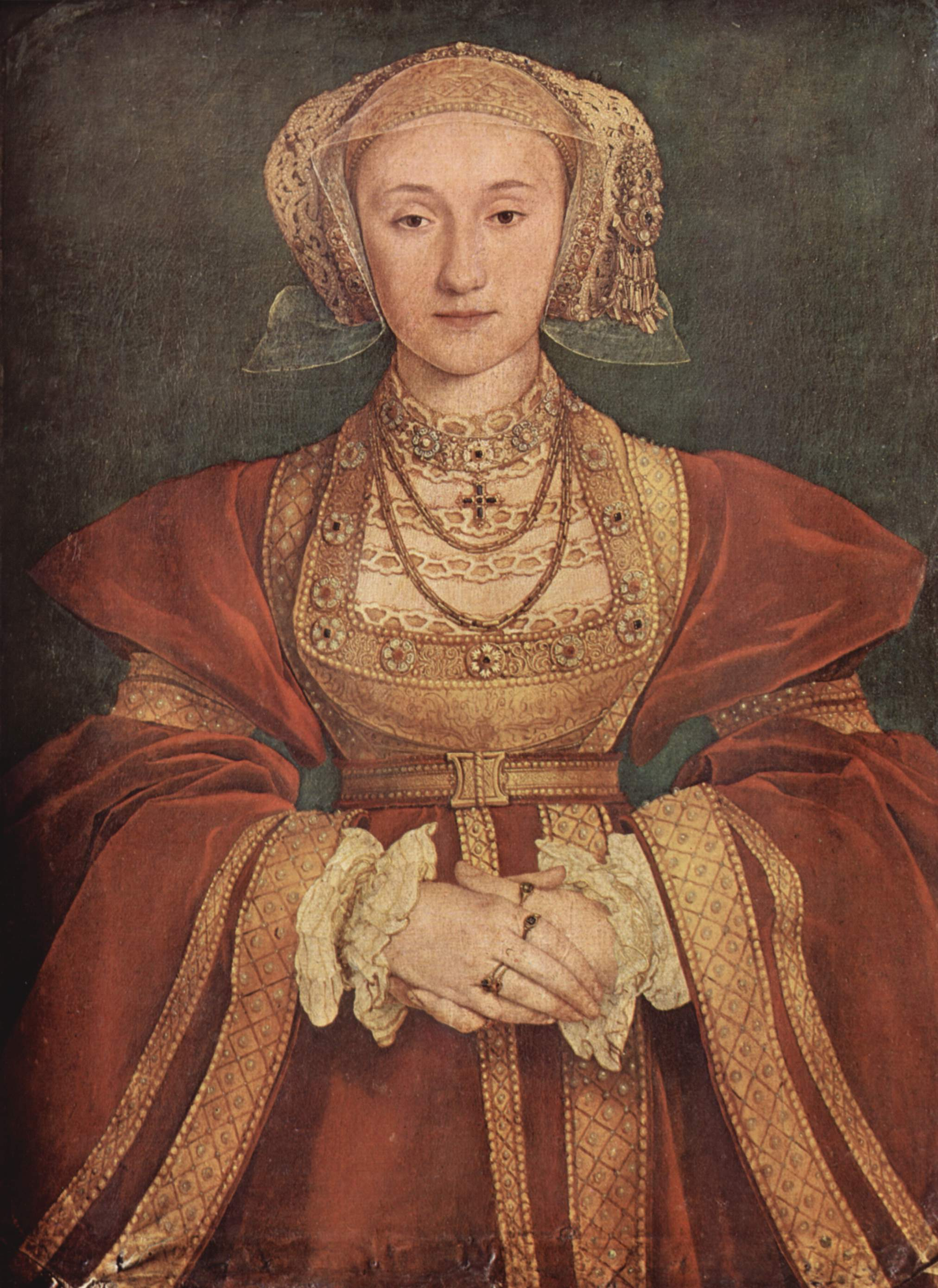
Ana de Cleves, cuarta esposa de Enrique VIII, retrato por Hans Holbein el Joven.

Como su hijo Eduardo Tudor, duque de Cornualles, no era un niño sano, Enrique VIII decidió casarse una vez más para asegurarse un heredero varón. Existían varias candidatas, entre ellas la duquesa viuda de Milán Cristina de Dinamarca o la hermana del duque de Cleves Ana de Cleves, esta última protestante y por tanto apoyada por Thomas Cromwell al ser la alianza luterana una importante aliada en el caso de que Roma atacara a Inglaterra.
Hans Holbein el Joven fue enviado a Cléveris para retratar a Ana. Tras el rechazo al matrimonio de Cristina de Dinamarca y después de observar el favorecedor retrato de Ana de Cleves, en el que aparecía sin ninguno de sus rastros de viruela y urgido por las cumplidas descripciones que sus cortesanos hacían de Ana, Enrique VIII decidió casarse con ella. Sin embargo, se dice que no la encontró nada atractiva cuando llegó a Inglaterra y la llamaba en privado «la yegua de Flandes». No obstante, Enrique VIII la desposó el 6 de enero de 1540.
Poco después, Enrique VIII deseó terminar el matrimonio, no solo por sus sentimientos personales, sino también por consideraciones políticas. El duque de Cleves se hallaba envuelto en una disputa con Carlos I, emperador del Sacro Imperio Romano Germánico, con quien Enrique VIII no quería tener disputas. Ana fue lo suficientemente inteligente para no impedir la búsqueda de una anulación. Testificó que el casamiento nunca había sido consumado, diciendo que Enrique VIII había ingresado cada noche en su habitación para meramente besarla en la frente antes de dormir. El casamiento fue consecuentemente anulado basándose en que Ana había realizado previamente contratos nupciales con otros nobles europeos.
Ana recibió el título de «Hermana del rey» y se le otorgó el castillo de Haver, la antigua residencia de la familia de Ana Bolena. Thomas Cromwell, mientras tanto, por haber impulsado el fallido matrimonio, perdió el favor real, cayó en desgracia y fue decapitado. El puesto de «vicegerente espiritual», creado para él, no fue cubierto y permanece vacante hasta hoy.

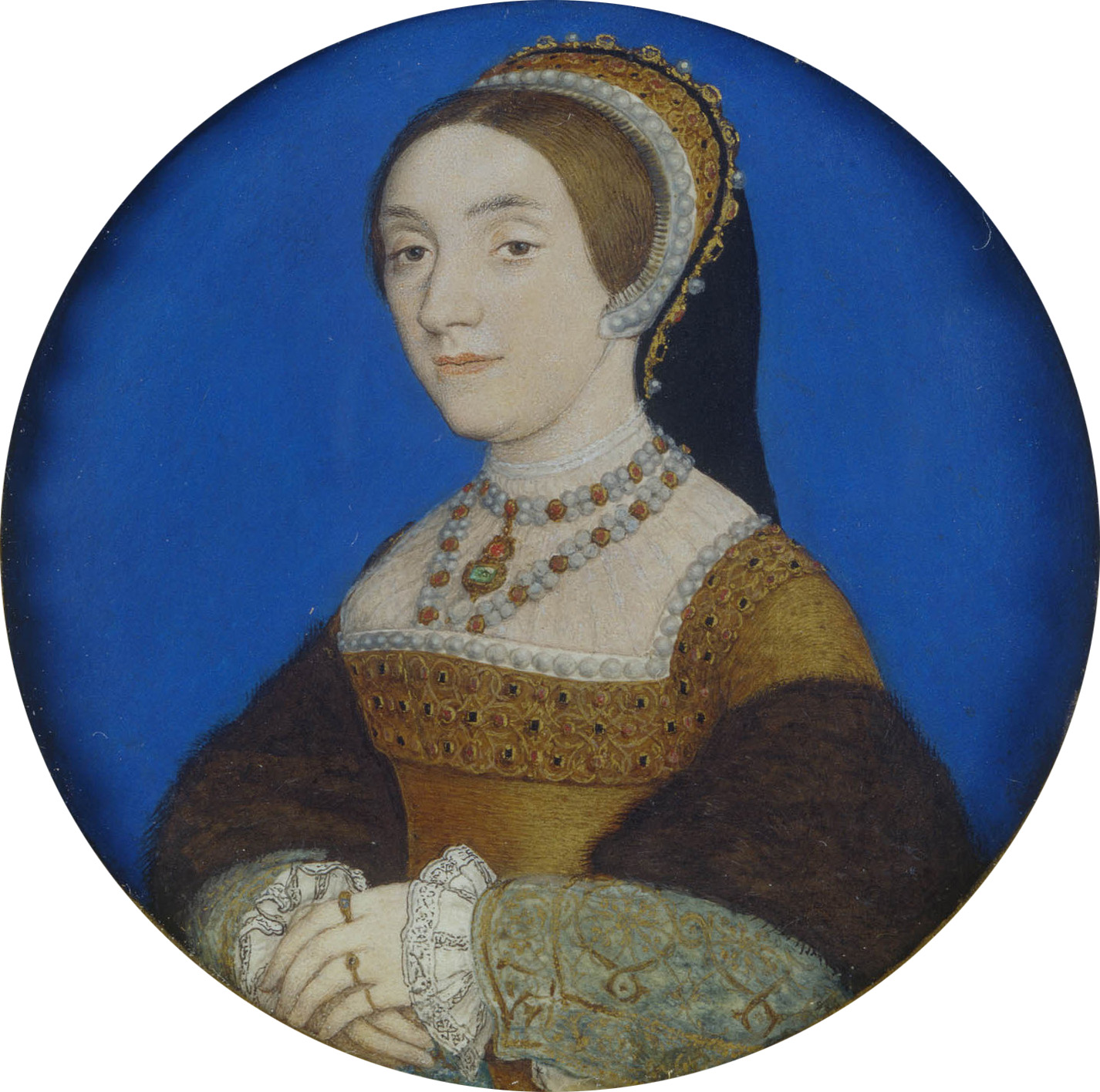
Catalina Howard, quinta esposa de Enrique VIII. Fue ejecutada en 1542 por adulterio.

El 28 de julio de 1540, el mismo día en que Cromwell fue ejecutado, Enrique VIII se casó con la joven Catalina Howard, prima de Ana Bolena. Poco después del casamiento, Catalina tuvo un romance con el cortesano Thomas Culpeper. También había empleado a Francis Dereham como secretario, con quien había estado informalmente relacionada antes del casamiento real. Thomas Cranmer, enemigo de la poderosa y católica familia Howard, obtuvo evidencias de las actividades de la reina e informó a Enrique VIII de ello. Aunque en principio el rey no creyó tales denuncias, autorizó a Cranmer a efectuar una investigación, que confirmó las acusaciones. Al ser interrogada, Catalina pudo haber admitido un compromiso previo con Derham, lo que por sí mismo habría convertido en inválido el posterior matrimonio con Enrique VIII, pero, en lugar de esto, sostuvo que Derham la obligó a establecer una relación adúltera. Derham, a su vez, expuso la relación entre la reina y Culpeper.
En diciembre de 1541, Culpeper y Derham fueron ejecutados. Catalina no fue condenada en juicio, sino por un decreto de deshonra aprobado por el Parlamento. El decreto detallaba la evidencia contra la reina, con una cláusula especial que permitía la aprobación real a través de comisionados, para evitar que el rey volviera a escuchar el relato de los crímenes. Nunca se había utilizado este método de aprobación real, pero se usó en reinados posteriores para reemplazar la presencia real en el parlamento.

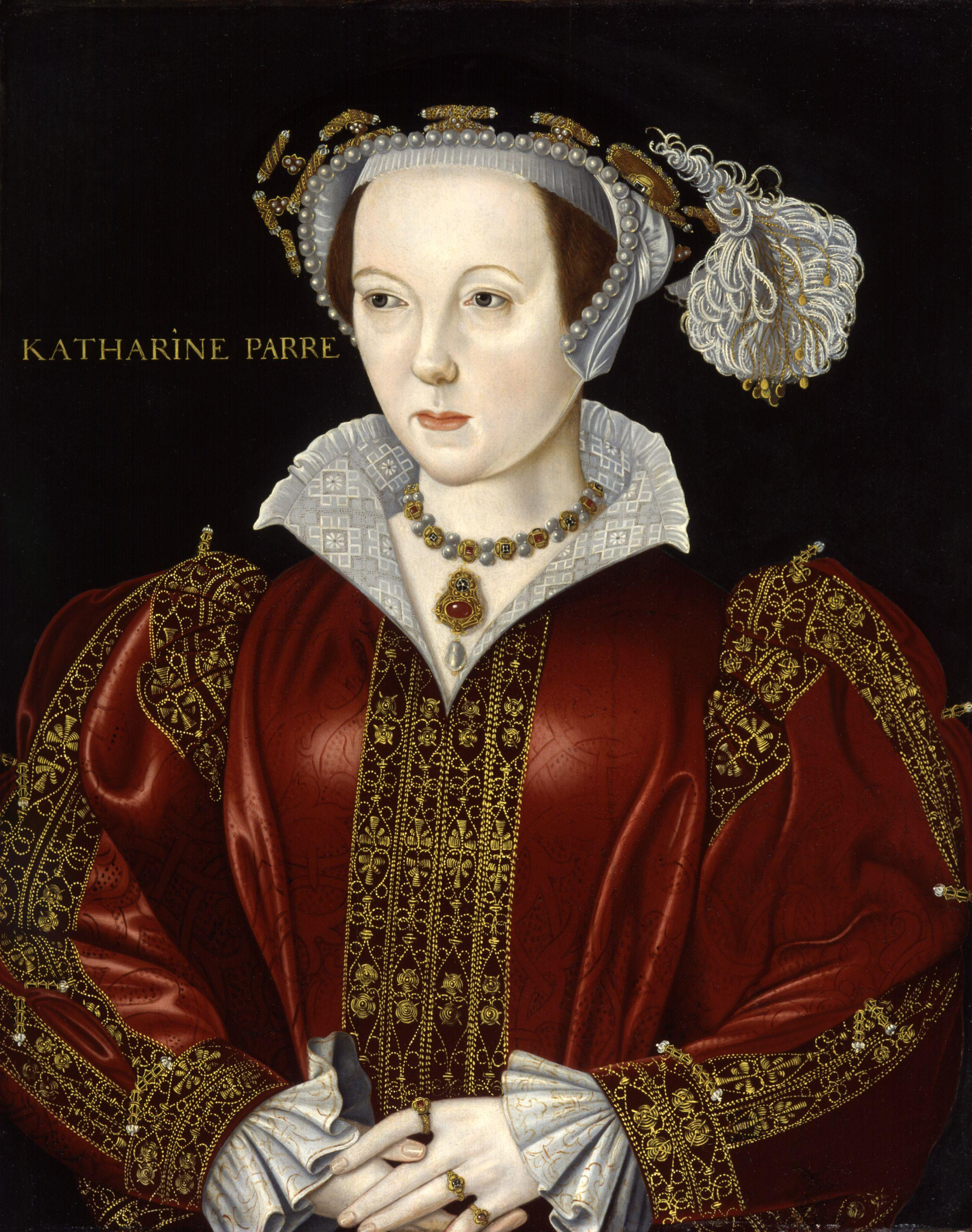
Catalina Parr, sexta y última esposa de Enrique VIII.

El casamiento con Catalina Howard fue anulado poco antes de su ejecución. Igual que en el caso de Ana Bolena, Catalina no podría ser culpada técnicamente de adulterio, ya que el matrimonio resultó oficialmente nulo desde el origen. Nuevamente esta cuestión fue ignorada y Catalina fue ejecutada el 13 de febrero de 1542. En este año se vuelve a aliar con el emperador Carlos, uniéndose a él en su Guerra italiana de 1542-1546 contra Francia.
Como preparación para ella, Enrique VIII decidió eliminar la amenaza potencial de la Auld Alliance y cubrir su retaguardia ante su conflicto con Francia: Enrique VIII exigió la ruptura de la Iglesia escocesa con Roma a su sobrino Jacobo V de Escocia. La negativa produjo el choque de las dos naciones en la batalla de Solway Moss donde las tropas escocesas fueron derrotadas.
Con la muerte del monarca escocés días después de la batalla y con el gobierno de Escocia bajo el regente James Hamilton, II conde de Arran se firmó el Tratado de Greenwich en julio del año siguiente mediante el cual se firmó la paz entre los dos reinos y el matrimonio entre la reina infante María Estuardo (recién nacida en la fecha del tratado) y Eduardo Tudor de apenas 6 años. Aunque el Tratado fue ratificado el siguiente mes de agosto, el Parlamento de Escocia se negó a promulgarlo en diciembre de 1543 debido al enfrentameniento entre los partidarios de un matrimonio entre la reina María Estuardo con la Corona inglesa y los partidarios de un matrimonio con la Corona francesa.
Finalmente el conflicto llamado Rough Wooing finalizaría en 1550, años después del fallecimiento de Enrique VIII.
Enrique VIII se casó en 1543 con su última esposa, la rica viuda Catalina Parr. La nueva reina discutía con Enrique VIII sobre religión, ya que era calvinista mientras que el rey permanecía anglicano. Esta conducta podría haberle resultado peligrosa si no hubiera sido por sus muestras de sumisión. Ayudó a reconciliar a Enrique VIII con sus dos primeras hijas, María e Isabel. En 1544, un decreto parlamentario puso a ambas en la línea de sucesión tras el príncipe Eduardo, a pesar de ser consideradas ilegítimas. El mismo decreto permitía a Enrique VIII determinar la siguiente sucesión al trono a su arbitrio. 
En el verano de 1544, Enrique VIII invadió Francia, asediando Boulogne-sur-Mer, ciudad que cayó el 14 de septiembre de 1544. Siendo esta la única ganancia territorial durante su reinado. En 1550, durante el gobierno de su hijo, sería vendida de nuevo a Francia.

### Muerte y sucesión

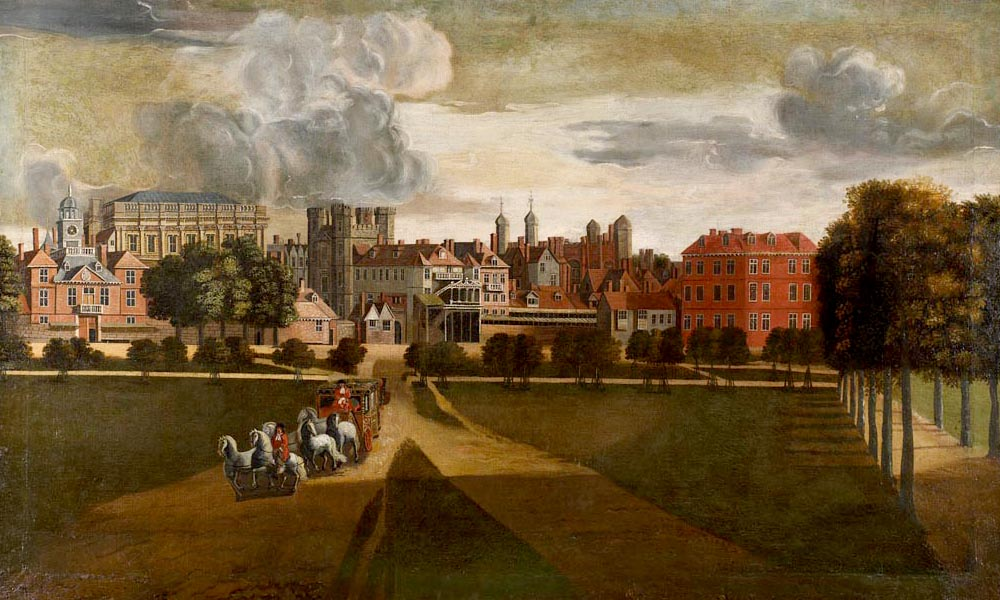
Palacio de Whitehall.

En sus últimos años, Enrique VIII engordó notablemente y su cintura llegó a medir 137 centímetros. El inicio de la obesidad data de un accidente de justa en 1536, en el que sufrió una herida en el muslo que no solo le impidió realizar actividad física, sino que gradualmente derivó en una úlcera que indirectamente pudo haberlo llevado a la muerte. La hipótesis de que tenía sífilis fue difundida por primera vez unos cien años después de su muerte. Argumentos más recientes sobre esta posibilidad provienen de un mayor conocimiento de la enfermedad, que permiten suponer que Eduardo VI, María I de Inglaterra e Isabel I mostraron síntomas característicos de sífilis congénita.
Enrique VIII falleció el 28 de enero de 1547 en el palacio de Whitehall, el día en que su padre habría cumplido noventa años. Fue sepultado en la Capilla de San Jorge en el castillo de Windsor, al lado de su tercera esposa, Juana Seymour.
En el transcurso de la década posterior a su muerte sus tres hijos se sentaron sucesivamente en el trono de Inglaterra. En virtud de la Ley de Sucesión de 1544, la corona fue heredada por el único hijo varón, Eduardo Tudor, que se convirtió en Eduardo VI de Inglaterra, como primer monarca protestante de Inglaterra. Con solo nueve años de edad, no podía ejercer por sí el poder, que recayó en un consejo de regencia formado por dieciséis miembros elegidos según el testamento de Enrique VIII. El consejo eligió a Edward Seymour, conde de Hertford y hermano mayor de Juana, como lord protector del reino.
En la eventualidad de que Eduardo VI no tuviera hijos, sería sucedido por María Tudor, hija de Catalina de Aragón. Si esta, a su vez, no tenía descendencia, la corona real la heredaría la hija de Ana Bolena, Isabel Tudor. Finalmente, si Isabel moría sin descendencia sería sucedida por los descendientes de María Tudor, hermana menor de Enrique VIII.

## Legado
Junto con Alfredo el Grande, Enrique VIII es tradicionalmente recordado como uno de los fundadores de la Armada Real británica. Durante su reinado se desarrollaron varias batallas navales, y fundamentalmente se invirtieron importantes recursos en la construcción de barcos, incluyendo grandes navíos como el Mary Rose, y en la innovación tecnológica, como el uso de artillería a bordo. A pesar de esto, Enrique VIII no legó a sus sucesores una armada orgánica, con estructuras, rangos, etcétera. Isabel I tuvo que improvisar sobre la base de navíos privados para luchar contra la armada española, y en realidad, en un sentido completo, la armada británica recién se constituyó como producto de la rivalidad anglo-holandesa en el siglo XVII. Por su ruptura con la Iglesia católica, Enrique VIII inició el escenario de grandes invasiones españolas o francesas. Para proteger las costas mejoró numerosas defensas, como el castillo de Dover y otras fortificaciones y guarniciones de artillería, desde East Anglia hasta Cornualles. Muchas de estas construcciones se efectuaron con material obtenido durante la disolución de los monasterios entre 1536 y 1541.

### Composiciones musicales
Enrique VIII compuso obras breves entre las que pueden citarse:
- «Pastime with Good Company» (Pasatiempo en buena compañía)
- «Though that Men Do Call»  (Aunque los hombres llamen)
- «Though Some Saith»  (Aunque algunos digan)
- «If Love Now Reigned» (Si el amor reinara ahora)
- «Depàrture Is My Chief Pain» (La partida es mi principal pena)
- «Adieu madame et ma maitresse» (Adiós, mi señora y amante)

## Enrique VIII en la cultura popular

### Teatro
- Enrique VIII es uno de los personajes de la obra de William Shakespeare, Henry VIII: All Is True, publicada por primera vez en 1623.
- La obra contemporánea más notable es A Man for All Seasons, de Robert Bolt, que sirvió de base a la película homónima.
- Enrique VIII es el protagonista de La cisma de Inglaterra,[37] obra de Pedro Calderón de la Barca, cuya fecha de escritura se data entre 1627 y 1649 según los autores.[38]

### Televisión
- Las seis esposas de Enrique VIII, serie de televisión de la BBC; se transmitió en doblaje en la década de 1970 en algunos países hispanohablantes.
- The Tudors, basada en el reinado de Enrique VIII. Fue interpretado por el actor Jonathan Rhys-Meyers del 2007 a 2010.
- Wolf Hall (2015), miniserie de la BBC para televisión (seis episodios, en el primer año),[39] sigue los pasos de Thomas Cromwell y sus intrigas para ayudar a Enrique VIII a conseguir sus propósitos. Fue interpretado por el actor Damian Lewis.
- The White Princess (2017-), serie de Starz para la televisión. Henry es interpretado por el pequeño actor Woody Norman.

### Cine
Enrique VIII aparece como personaje en las siguientes películas:
- Las hermanas Bolena (2008)
- Ana de los mil días (1969)
- Las seis esposas de Enrique VIII (1972)
- El príncipe y el mendigo (1977, dirigida por Richard Fleischer)
- A Man for All Seasons (1966)
- La vida privada de Enrique VIII (1933)

### Música
- Henry VIII, ópera en cuatro actos de Camille Saint-Saëns, estrenada en 1883. El libreto es de Pierre Léonce Détroyat y Paul Armand Silvestre, basado en El cisma en Inglaterra del poeta, dramaturgo y escritor español Pedro Calderón de la Barca.
- Las seis esposas de Enrique VIII, álbum de rock progresivo de Rick Wakeman; de 1973.
- Six, musical compuesto por Toby Marlow y Lucy Moss. Trata de las 6 esposas de Enrique VIII las cuales compiten para decidir quien sufrió más por Enrique, y por esa razón, ser la cantante principal del grupo.

## Ancestros
| \| \| \| \| \| \| \| \| \| \| \| \| \| \| \| \| \| \| \| \| 16. Meredith Tudor \| \| \| \| \| \| \| \| \| \| \| \| \| \| \| \| \| \| \| \| \| \| \| \| \| \| \| \| \| \| \| \| \| \| \| \| \| \| \| \| \| \| \| \| \| \| \| \| \| \| \| \| \| \| 8. Owen Tudor \| \| \| \| \| \| \| \| \| \| \| \| \| \| \| \| \| \| \| \| \| \| \| \| \| \| \| \| \| \| \| \| \| \| \| \| \| \| \| \| \| \| \| \| \| \| \| \| \| \| \| \| \| \| 17. Margarita ferch Dafydd \| \| \| \| \| \| \| \| \| \| \| \| \| \| \| \| \| \| \| \| \| \| \| \| \| \| \| \| \| \| \| \| \| \| \| \| \| \| \| \| \| \| \| \| \| \| \| \| \| \| \| \| \| \| 4. Edmundo Tudor, I conde de Richmond \| \| \| \| \| \| \| \| \| \| \| \| \| \| \| \| \| \| \| \| \| \| \| \| \| \| \| \| \| \| \| \| \| \| \| \| \| \| \| \| \| \| \| \| \| \| \| \| \| \| \| \| \| \| 18. Carlos VI de Francia \| \| \| \| \| \| \| \| \| \| \| \| \| \| \| \| \| \| \| \| \| \| \| \| \| \| \| \| \| \| \| \| \| \| \| \| \| \| \| \| \| \| \| \| \| \| \| \| \| \| \| \| \| \| 9. Catalina de Valois \| \| \| \| \| \| \| \| \| \| \| \| \| \| \| \| \| \| \| \| \| \| \| \| \| \| \| \| \| \| \| \| \| \| \| \| \| \| \| \| \| \| \| \| \| \| \| \| \| \| \| \| \| \| 19. Isabel de Baviera \| \| \| \| \| \| \| \| \| \| \| \| \| \| \| \| \| \| \| \| \| \| \| \| \| \| \| \| \| \| \| \| \| \| \| \| \| \| \| \| \| \| \| \| \| \| \| \| \| \| \| \| \| \| 2. Enrique VII de Inglaterra \| \| \| \| \| \| \| \| \| \| \| \| \| \| \| \| \| \| \| \| \| \| \| \| \| \| \| \| \| \| \| \| \| \| \| \| \| \| \| \| \| \| \| \| \| \| \| \| \| \| \| \| \| \| 20. Juan Beaufort, I duque de Somerset \| \| \| \| \| \| \| \| \| \| \| \| \| \| \| \| \| \| \| \| \| \| \| \| \| \| \| \| \| \| \| \| \| \| \| \| \| \| \| \| \| \| \| \| \| \| \| \| \| \| \| \| \| \| 10. Juan Beaufort \| \| \| \| \| \| \| \| \| \| \| \| \| \| \| \| \| \| \| \| \| \| \| \| \| \| \| \| \| \| \| \| \| \| \| \| \| \| \| \| \| \| \| \| \| \| \| \| \| \| \| \| \| \| 21. Margarita Holland \| \| \| \| \| \| \| \| \| \| \| \| \| \| \| \| \| \| \| \| \| \| \| \| \| \| \| \| \| \| \| \| \| \| \| \| \| \| \| \| \| \| \| \| \| \| \| \| \| \| \| \| \| \| 5. Margarita Beaufort \| \| \| \| \| \| \| \| \| \| \| \| \| \| \| \| \| \| \| \| \| \| \| \| \| \| \| \| \| \| \| \| \| \| \| \| \| \| \| \| \| \| \| \| \| \| \| \| \| \| \| \| \| \| 22. Roger Beauchamp \| \| \| \| \| \| \| \| \| \| \| \| \| \| \| \| \| \| \| \| \| \| \| \| \| \| \| \| \| \| \| \| \| \| \| \| \| \| \| \| \| \| \| \| \| \| \| \| \| \| \| \| \| \| 11. Margarita Beauchamp de Bletso \| \| \| \| \| \| \| \| \| \| \| \| \| \| \| \| \| \| \| \| \| \| \| \| \| \| \| \| \| \| \| \| \| \| \| \| \| \| \| \| \| \| \| \| \| \| \| \| \| \| \| \| \| \| 23. Edith Stourton \| \| \| \| \| \| \| \| \| \| \| \| \| \| \| \| \| \| \| \| \| \| \| \| \| \| \| \| \| \| \| \| \| \| \| \| \| \| \| \| \| \| \| \| \| \| \| \| \| \| \| \| \| \| 1. Enrique VIII de Inglaterra \| \| \| \| \| \| \| \| \| \| \| \| \| \| \| \| \| \| \| \| \| \| \| \| \| \| \| \| \| \| \| \| \| \| \| \| \| \| \| \| \| \| \| \| \| \| \| \| \| \| \| \| \| \| 24. Ricardo de Conisburgh \| \| \| \| \| \| \| \| \| \| \| \| \| \| \| \| \| \| \| \| \| \| \| \| \| \| \| \| \| \| \| \| \| \| \| \| \| \| \| \| \| \| \| \| \| \| \| \| \| \| \| \| \| \| 12. Ricardo Plantagenet, III duque de York \| \| \| \| \| \| \| \| \| \| \| \| \| \| \| \| \| \| \| \| \| \| \| \| \| \| \| \| \| \| \| \| \| \| \| \| \| \| \| \| \| \| \| \| \| \| \| \| \| \| \| \| \| \| 25. Ana Mortimer \| \| \| \| \| \| \| \| \| \| \| \| \| \| \| \| \| \| \| \| \| \| \| \| \| \| \| \| \| \| \| \| \| \| \| \| \| \| \| \| \| \| \| \| \| \| \| \| \| \| \| \| \| \| 6. Eduardo IV de Inglaterra \| \| \| \| \| \| \| \| \| \| \| \| \| \| \| \| \| \| \| \| \| \| \| \| \| \| \| \| \| \| \| \| \| \| \| \| \| \| \| \| \| \| \| \| \| \| \| \| \| \| \| \| \| \| 26. Ralph Neville, I conde de Westmorland \| \| \| \| \| \| \| \| \| \| \| \| \| \| \| \| \| \| \| \| \| \| \| \| \| \| \| \| \| \| \| \| \| \| \| \| \| \| \| \| \| \| \| \| \| \| \| \| \| \| \| \| \| \| 13. Cecilia Neville \| \| \| \| \| \| \| \| \| \| \| \| \| \| \| \| \| \| \| \| \| \| \| \| \| \| \| \| \| \| \| \| \| \| \| \| \| \| \| \| \| \| \| \| \| \| \| \| \| \| \| \| \| \| 27. Juana Beaufort \| \| \| \| \| \| \| \| \| \| \| \| \| \| \| \| \| \| \| \| \| \| \| \| \| \| \| \| \| \| \| \| \| \| \| \| \| \| \| \| \| \| \| \| \| \| \| \| \| \| \| \| \| \| 3. Isabel de York \| \| \| \| \| \| \| \| \| \| \| \| \| \| \| \| \| \| \| \| \| \| \| \| \| \| \| \| \| \| \| \| \| \| \| \| \| \| \| \| \| \| \| \| \| \| \| \| \| \| \| \| \| \| 28. Ricardo Wydevill \| \| \| \| \| \| \| \| \| \| \| \| \| \| \| \| \| \| \| \| \| \| \| \| \| \| \| \| \| \| \| \| \| \| \| \| \| \| \| \| \| \| \| \| \| \| \| \| \| \| \| \| \| \| 14. Ricardo Woodville, I conde de Rivers \| \| \| \| \| \| \| \| \| \| \| \| \| \| \| \| \| \| \| \| \| \| \| \| \| \| \| \| \| \| \| \| \| \| \| \| \| \| \| \| \| \| \| \| \| \| \| \| \| \| \| \| \| \| 29. Isabel Bodulgate \| \| \| \| \| \| \| \| \| \| \| \| \| \| \| \| \| \| \| \| \| \| \| \| \| \| \| \| \| \| \| \| \| \| \| \| \| \| \| \| \| \| \| \| \| \| \| \| \| \| \| \| \| \| 7. Isabel Woodville \| \| \| \| \| \| \| \| \| \| \| \| \| \| \| \| \| \| \| \| \| \| \| \| \| \| \| \| \| \| \| \| \| \| \| \| \| \| \| \| \| \| \| \| \| \| \| \| \| \| \| \| \| \| 30. Pedro de Luxemburgo conde de Saint-Pol \| \| \| \| \| \| \| \| \| \| \| \| \| \| \| \| \| \| \| \| \| \| \| \| \| \| \| \| \| \| \| \| \| \| \| \| \| \| \| \| \| \| \| \| \| \| \| \| \| \| \| \| \| \| 15. Jacquetta de Luxemburgo \| \| \| \| \| \| \| \| \| \| \| \| \| \| \| \| \| \| \| \| \| \| \| \| \| \| \| \| \| \| \| \| \| \| \| \| \| \| \| \| \| \| \| \| \| \| \| \| \| \| \| \| \| \| 31. Margarita de Baux \| \| \| \| \| \| \| \| \| \| \| \| \| \| \| \| \| \| \| \| \| \| \| \| \| \| \| \| \| \| \| \| \| \| \| \| \| \| \| \| \| \| \| \| \| \| \| \| \| \| \| \| |                                            |  |  |  |  |  |  |  |  |  |  |  |  |  |  |  |
| |                                            |  |  |  |  |  |  |  |  |  |  |  |  |  |  |  |
| | 16. Meredith Tudor                         |  |  |  |  |  |  |  |  |  |  |  |  |  |  |  |
| |                                            |  |  |  |  |  |  |  |  |  |  |  |  |  |  |  |
| |                                            |  |  |  |  |  |  |  |  |  |  |  |  |  |  |  |
| | 8. Owen Tudor                              |  |  |  |  |  |  |  |  |  |  |  |  |  |  |  |
| |                                            |  |  |  |  |  |  |  |  |  |  |  |  |  |  |  |
| |                                            |  |  |  |  |  |  |  |  |  |  |  |  |  |  |  |
| | 17. Margarita ferch Dafydd                 |  |  |  |  |  |  |  |  |  |  |  |  |  |  |  |
| |                                            |  |  |  |  |  |  |  |  |  |  |  |  |  |  |  |
| |                                            |  |  |  |  |  |  |  |  |  |  |  |  |  |  |  |
| | 4. Edmundo Tudor, I conde de Richmond      |  |  |  |  |  |  |  |  |  |  |  |  |  |  |  |
| |                                            |  |  |  |  |  |  |  |  |  |  |  |  |  |  |  |
| |                                            |  |  |  |  |  |  |  |  |  |  |  |  |  |  |  |
| | 18. Carlos VI de Francia                   |  |  |  |  |  |  |  |  |  |  |  |  |  |  |  |
| |                                            |  |  |  |  |  |  |  |  |  |  |  |  |  |  |  |
| |                                            |  |  |  |  |  |  |  |  |  |  |  |  |  |  |  |
| | 9. Catalina de Valois                      |  |  |  |  |  |  |  |  |  |  |  |  |  |  |  |
| |                                            |  |  |  |  |  |  |  |  |  |  |  |  |  |  |  |
| |                                            |  |  |  |  |  |  |  |  |  |  |  |  |  |  |  |
| | 19. Isabel de Baviera                      |  |  |  |  |  |  |  |  |  |  |  |  |  |  |  |
| |                                            |  |  |  |  |  |  |  |  |  |  |  |  |  |  |  |
| |                                            |  |  |  |  |  |  |  |  |  |  |  |  |  |  |  |
| | 2. Enrique VII de Inglaterra               |  |  |  |  |  |  |  |  |  |  |  |  |  |  |  |
| |                                            |  |  |  |  |  |  |  |  |  |  |  |  |  |  |  |
| |                                            |  |  |  |  |  |  |  |  |  |  |  |  |  |  |  |
| | 20. Juan Beaufort, I duque de Somerset     |  |  |  |  |  |  |  |  |  |  |  |  |  |  |  |
| |                                            |  |  |  |  |  |  |  |  |  |  |  |  |  |  |  |
| |                                            |  |  |  |  |  |  |  |  |  |  |  |  |  |  |  |
| | 10. Juan Beaufort                          |  |  |  |  |  |  |  |  |  |  |  |  |  |  |  |
| |                                            |  |  |  |  |  |  |  |  |  |  |  |  |  |  |  |
| |                                            |  |  |  |  |  |  |  |  |  |  |  |  |  |  |  |
| | 21. Margarita Holland                      |  |  |  |  |  |  |  |  |  |  |  |  |  |  |  |
| |                                            |  |  |  |  |  |  |  |  |  |  |  |  |  |  |  |
| |                                            |  |  |  |  |  |  |  |  |  |  |  |  |  |  |  |
| | 5. Margarita Beaufort                      |  |  |  |  |  |  |  |  |  |  |  |  |  |  |  |
| |                                            |  |  |  |  |  |  |  |  |  |  |  |  |  |  |  |
| |                                            |  |  |  |  |  |  |  |  |  |  |  |  |  |  |  |
| | 22. Roger Beauchamp                        |  |  |  |  |  |  |  |  |  |  |  |  |  |  |  |
| |                                            |  |  |  |  |  |  |  |  |  |  |  |  |  |  |  |
| |                                            |  |  |  |  |  |  |  |  |  |  |  |  |  |  |  |
| | 11. Margarita Beauchamp de Bletso          |  |  |  |  |  |  |  |  |  |  |  |  |  |  |  |
| |                                            |  |  |  |  |  |  |  |  |  |  |  |  |  |  |  |
| |                                            |  |  |  |  |  |  |  |  |  |  |  |  |  |  |  |
| | 23. Edith Stourton                         |  |  |  |  |  |  |  |  |  |  |  |  |  |  |  |
| |                                            |  |  |  |  |  |  |  |  |  |  |  |  |  |  |  |
| |                                            |  |  |  |  |  |  |  |  |  |  |  |  |  |  |  |
| | 1. Enrique VIII de Inglaterra              |  |  |  |  |  |  |  |  |  |  |  |  |  |  |  |
| |                                            |  |  |  |  |  |  |  |  |  |  |  |  |  |  |  |
| |                                            |  |  |  |  |  |  |  |  |  |  |  |  |  |  |  |
| | 24. Ricardo de Conisburgh                  |  |  |  |  |  |  |  |  |  |  |  |  |  |  |  |
| |                                            |  |  |  |  |  |  |  |  |  |  |  |  |  |  |  |
| |                                            |  |  |  |  |  |  |  |  |  |  |  |  |  |  |  |
| | 12. Ricardo Plantagenet, III duque de York |  |  |  |  |  |  |  |  |  |  |  |  |  |  |  |
| |                                            |  |  |  |  |  |  |  |  |  |  |  |  |  |  |  |
| |                                            |  |  |  |  |  |  |  |  |  |  |  |  |  |  |  |
| | 25. Ana Mortimer                           |  |  |  |  |  |  |  |  |  |  |  |  |  |  |  |
| |                                            |  |  |  |  |  |  |  |  |  |  |  |  |  |  |  |
| |                                            |  |  |  |  |  |  |  |  |  |  |  |  |  |  |  |
| | 6. Eduardo IV de Inglaterra                |  |  |  |  |  |  |  |  |  |  |  |  |  |  |  |
| |                                            |  |  |  |  |  |  |  |  |  |  |  |  |  |  |  |
| |                                            |  |  |  |  |  |  |  |  |  |  |  |  |  |  |  |
| | 26. Ralph Neville, I conde de Westmorland  |  |  |  |  |  |  |  |  |  |  |  |  |  |  |  |
| |                                            |  |  |  |  |  |  |  |  |  |  |  |  |  |  |  |
| |                                            |  |  |  |  |  |  |  |  |  |  |  |  |  |  |  |
| | 13. Cecilia Neville                        |  |  |  |  |  |  |  |  |  |  |  |  |  |  |  |
| |                                            |  |  |  |  |  |  |  |  |  |  |  |  |  |  |  |
| |                                            |  |  |  |  |  |  |  |  |  |  |  |  |  |  |  |
| | 27. Juana Beaufort                         |  |  |  |  |  |  |  |  |  |  |  |  |  |  |  |
| |                                            |  |  |  |  |  |  |  |  |  |  |  |  |  |  |  |
| |                                            |  |  |  |  |  |  |  |  |  |  |  |  |  |  |  |
| | 3. Isabel de York                          |  |  |  |  |  |  |  |  |  |  |  |  |  |  |  |
| |                                            |  |  |  |  |  |  |  |  |  |  |  |  |  |  |  |
| |                                            |  |  |  |  |  |  |  |  |  |  |  |  |  |  |  |
| | 28. Ricardo Wydevill                       |  |  |  |  |  |  |  |  |  |  |  |  |  |  |  |
| |                                            |  |  |  |  |  |  |  |  |  |  |  |  |  |  |  |
| |                                            |  |  |  |  |  |  |  |  |  |  |  |  |  |  |  |
| | 14. Ricardo Woodville, I conde de Rivers   |  |  |  |  |  |  |  |  |  |  |  |  |  |  |  |
| |                                            |  |  |  |  |  |  |  |  |  |  |  |  |  |  |  |
| |                                            |  |  |  |  |  |  |  |  |  |  |  |  |  |  |  |
| | 29. Isabel Bodulgate                       |  |  |  |  |  |  |  |  |  |  |  |  |  |  |  |
| |                                            |  |  |  |  |  |  |  |  |  |  |  |  |  |  |  |
| |                                            |  |  |  |  |  |  |  |  |  |  |  |  |  |  |  |
| | 7. Isabel Woodville                        |  |  |  |  |  |  |  |  |  |  |  |  |  |  |  |
| |                                            |  |  |  |  |  |  |  |  |  |  |  |  |  |  |  |
| |                                            |  |  |  |  |  |  |  |  |  |  |  |  |  |  |  |
| | 30. Pedro de Luxemburgo conde de Saint-Pol |  |  |  |  |  |  |  |  |  |  |  |  |  |  |  |
| |                                            |  |  |  |  |  |  |  |  |  |  |  |  |  |  |  |
| |                                            |  |  |  |  |  |  |  |  |  |  |  |  |  |  |  |
| | 15. Jacquetta de Luxemburgo                |  |  |  |  |  |  |  |  |  |  |  |  |  |  |  |
| |                                            |  |  |  |  |  |  |  |  |  |  |  |  |  |  |  |
| |                                            |  |  |  |  |  |  |  |  |  |  |  |  |  |  |  |
| | 31. Margarita de Baux                      |  |  |  |  |  |  |  |  |  |  |  |  |  |  |  |
| |                                            |  |  |  |  |  |  |  |  |  |  |  |  |  |  |  |
| |                                            |  |  |  |  |  |  |  |  |  |  |  |  |  |  |  |

## Matrimonios e hijos
| Nombre | Nacimiento              | Fallecimiento           | Notas |
| --- | ----------------------- | ----------------------- | --- |
| Con Catalina de Aragón (casado el 11 de junio de 1509, anulado el 23 de mayo de 1533)                                           |                         |                         | |
| Niña abortada | 31 de enero de 1510     | 31 de enero de 1510     | |
| Enrique, duque de Cornualles | 1 de enero de 1511      | 22 de febrero de 1511   | |
| Niño sin nombre | noviembre de 1513       | noviembre de 1513       | |
| Enrique, duque de Cornualles | diciembre de 1514       | diciembre de 1514       | |
| María I de Inglaterra | 18 de febrero de 1516   | 17 de noviembre de 1558 | casada en 1554 con Felipe II de España; sin descendencia |
| Niña sin nombre | 10 de noviembre de 1518 | 11 de noviembre de 1518 | |
| Con Ana Bolena (casado el 25 de enero de 1533, anulado en 1536)                                                                 |                         |                         | |
| Isabel I de Inglaterra | 7 de septiembre de 1533 | 24 de marzo de 1603     | nunca se casó, sin descendencia |
| Enrique Tudor | 1534                    | 1534                    | Los historiadores no se ponen de acuerdo si el niño nació y murió el mismo día de su nacimiento o si nació muerto. Tampoco se sabe con certeza si fue realmente un niño. |
| Con Juana Seymour (casado el 30 de mayo de 1536; murió el 25 de octubre de 1537)                                                |                         |                         | |
| Eduardo VI de Inglaterra | 12 de octubre de 1537   | 6 de julio de 1553      | |
| Con Ana de Cleveris (casado el 6 de enero de 1540 anulado en 1540; murió el 17 de julio de 1557)                                |                         |                         | |
| sin descendencia |                         |                         | |
| Con Catalina Howard (casado el 28 de julio de 1540 anulado en 1541; fue ejecutada el 13 de febrero de 1542)                     |                         |                         | |
| sin descendencia |                         |                         | |
| Con Catalina Parr (casado el 12 de julio de 1543; murió el 5 de septiembre de 1548)                                             |                         |                         | |
| sin descendencia |                         |                         | |
| Con Isabel Blount |                         |                         | |
| Henry Fitzroy | 15 de junio de 1519     | 18 de junio de 1536     | ilegítimo; casado en 1533 con Lady Mary Howard Fitzroy; sin descendencia                                                                                                 |
| Con María Bolena (algunos historiadores, como Alison Weir, se preguntan ahora si Enrique Carey fue engendrado por Enrique VIII) |                         |                         | |
| Catalina Carey | 1524                    | 15 de enero de 1568     | ilegítima; casada con Francis Knollys; tuvieron descendencia |
| Enrique Carey, Barón Hunsdon | 4 de marzo de 1526      | 23 de julio de 1596     | ilegítimo; casado en 1545 con Ana Morgan; tuvieron descendencia |
| Con María Berkeley |                         |                         | |
| Thomas Stukley | 1525                    | 4 de agosto de 1578     | ilegítimo; casado con Ana Curtis; tuvieron descendencia |
| John Perrot | 1527                    | septiembre de 1592      | ilegítimo; casado con Ana Cheyney y luego con Jane Pruet; tuvieron descendencia                                                                                          |
| Con Juana Dyngley |                         |                         | |
| Etheldreda Malte | 1529                    | 1555                    | ilegítima; casada en 1546-1548 con Juan Harrington; no se conocen descendientes                                                                                          |

## Títulos
| Predecesor: Arturo, príncipe de Gales             | Duque de Cornualles 1502-1509 | Vacante Siguiente titular: Enrique, duque de Cornualles |
| Vacante Último titular: Arturo, príncipe de Gales | Príncipe de Gales 1504-1509   | Vacante Siguiente titular: Eduardo, príncipe de Gales   |
| Predecesor: Enrique VII                           | Señor de Irlanda 1509-1541    | Acta de la corona de Irlanda: Se convierte en rey       |
| Predecesor: Enrique VII                           | Rey de Inglaterra 1509-1547   | Sucesor: Eduardo VI                                     |
| Vacante Último titular: Ruaidrí Ua Conchobair     | Rey de Irlanda 1541-1547      | Sucesor: Eduardo VI                                     |